# Les Aventures d'Arthur Gordon Pym
Vous lisez un « article de qualité » labellisé en 2007.
Les Aventures d'Arthur Gordon Pym de Nantucket (The Narrative of Arthur Gordon Pym of Nantucket) est l'unique roman achevé par Edgar Allan Poe. Il est publié en 1838 aux États-Unis et en Angleterre. Charles Baudelaire en donne une première traduction française en 1858.
Présenté par ses éditeurs comme le récit d'un authentique voyage de découverte aux confins inexplorés de l'océan Antarctique, l'ouvrage a été éreinté par la critique anglo-américaine lors de sa parution et quasiment renié plus tard par son auteur. Baudelaire lui-même exprima initialement des réserves face à ce roman d'aventures exubérant, non dénué d'invraisemblances et de défauts de construction, qui par la suite impressionna profondément des lecteurs tels que Jorge Luis Borges, Jules Verne, Howard Phillips Lovecraft ou encore Gaston Bachelard.
L'odyssée énigmatique d'Arthur G. Pym, le mystère qui plane autour de sa disparition au large du pôle sud, ainsi que la nature de la « silhouette voilée » qui clôt le récit ont par ailleurs donné lieu aux interprétations les plus diverses et les plus contradictoires.

## Titre et sous-titre du roman
D'Arthur Gordon Pym

De Nantucket

contenant les détails d'une révolte

et d'un affreux massacre

à bord du brick américain le Grampus, 

faisant route vers les mers du sud, 

en juin 1827 ;
plus, l'histoire de la reprise du navire

par les survivants :

leur naufrage et leurs horribles souffrances

par suite de la famine ;

leur délivrance par la goélette anglaise la Jane Guy ;

courte exploration de ce navire

dans l'océan Antarctique ;

prise de la goélette et massacre de l'équipage

dans un groupe d'îles
au quatre-vingt-quatrième parallèle

de latitude sud

conjointement, les incroyables aventures

et découvertes

dans l'extrême sud

## Résumé
Dans la préface au récit de ses aventures, Arthur Gordon Pym rapporte que, revenu depuis peu aux États-Unis après avoir vécu une série d'aventures plus extraordinaires les unes que les autres, il a rencontré un gentleman de Richmond, Edgar A. Poe, qui l'a engagé à dévoiler au public les étranges événements auquel il a été associé. Mettant de côté ses réticences, Pym explique qu'il s'est décidé à donner une suite favorable à cette proposition.

### À bord del'Ariel
Arthur Gordon Pym est né sur l'île de Nantucket, fameuse pour son port de chasse à la baleine. Son meilleur ami, Auguste Barnard, est d'ailleurs le fils d'un capitaine de baleiniers. C'est avec ce dernier qu'une nuit le jeune homme organise une équipée qui manque tourner au drame : les deux jeunes gens, passablement alcoolisés, décident à l'instigation d'Auguste de profiter de la brise qui se lève pour prendre la mer sur le canot de Pym, l'Ariel. Mais la brise se révèle être en réalité un début de tempête : terrassé par l'ivresse, Auguste s'écroule dans le canot, obligeant Pym, dont les compétences en matière de navigation sont des plus sommaires, à se saisir de la barre. Il n'a d'ailleurs guère le temps de manœuvrer avant que leur embarcation ne soit coulée par inadvertance par un baleinier qui rentre à Nantucket et qui ne les a pas vus. Recueillis par l'équipage du baleinier, les deux jeunes gens sont ramenés à terre, où ils se gardent bien de raconter cette escapade à leurs parents.

### À bord duGrampus

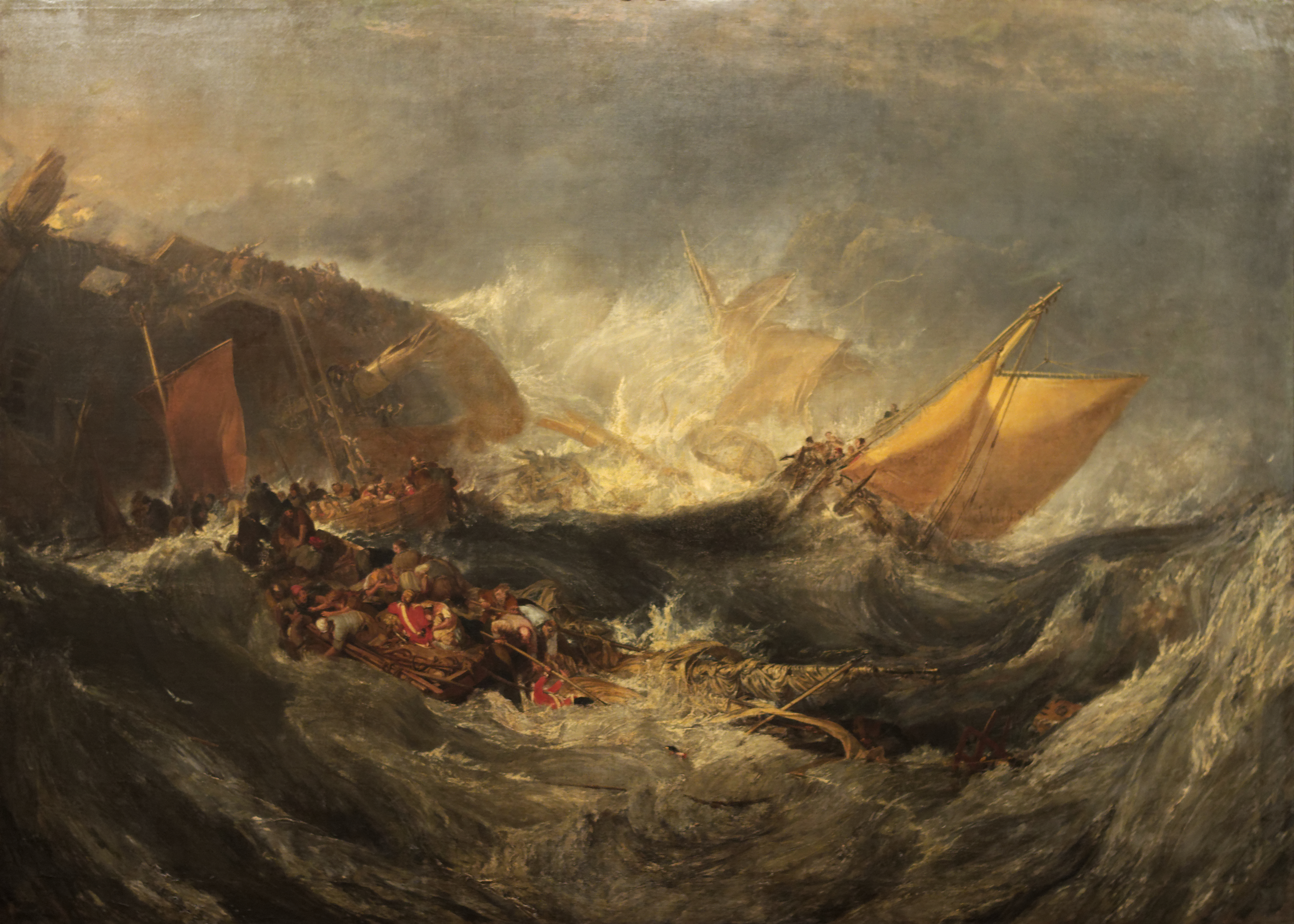
Le Naufrage du Minotaure. Joseph Mallord William Turner, musée Calouste-Gulbenkian

Cette histoire n'a pas dégoûté Pym des aventures maritimes, bien au contraire : l'imagination échauffée par ce souvenir, et par les anecdotes sur la vie de marin que lui raconte Auguste, Pym se laisse convaincre de suivre ce dernier à bord du Grampus, un baleinier dont son père vient d'être nommé capitaine et qui s'apprête à partir pour aller dans les mers du sud chasser les baleines. La famille de Pym refusant de laisser Arthur se joindre à l'expédition, il décide, de concert avec Auguste, d'embarquer clandestinement à bord du Grampus, qui doit mettre à la voile au mois de juin 1827.
C'est ainsi que Pym, déguisé en marin, se rend sur le navire, après qu'une rencontre avec son grand-père lui a donné quelques sueurs froides (il réussit in extremis à persuader le vieillard — qu'il insulte au passage — qu'il a confondu son petit-fils avec un autre), où son ami lui a aménagé une cachette dans la cale d'arrière : il est convenu que Pym y restera caché quelques jours en attendant que le baleinier ait gagné la haute mer, et ne se montrera que lorsqu'il sera trop tard pour faire demi-tour.
Mais les jours passent. Pym, qui est gagné par une espèce d'engourdissement comateux, dû semble-t-il à l'atmosphère viciée de la cale, ne s'en rend compte que lorsque ses provisions arrivent à leur terme. Il tente, en vain, de regagner le pont du navire, et il est prêt à succomber au désespoir lorsqu'arrive à son secours Tigre, son chien fidèle, qu'Auguste avait embarqué sur le navire sans lui en faire part. Mais le fidèle compagnon de Pym est porteur d'une mauvaise nouvelle : une lettre accrochée au dos de l'animal, et écrite avec du sang, prévient le jeune homme : « restez caché », y est-il écrit, « votre vie en dépend. »
Quelque temps plus tard, Auguste, qui rejoint finalement son compagnon, lui explique le sens de ce message sibyllin qu'il lui a fait parvenir, ainsi que la raison de son retard à venir délivrer son camarade : une mutinerie a éclaté sur le baleinier. Une partie de l'équipage a été massacrée par les mutins, tandis qu'une autre (parmi laquelle il faut compter le père d'Auguste), a été embarquée sur l'un des canots de sauvetage du baleinier, et abandonnée à son sort. Auguste doit d'avoir la vie sauve à l'un des mutins, Dirk Peters, qui s'est pris d'amitié pour lui, et qui commence à regretter d'avoir pris part à cette mutinerie.
C'est en compagnie de ce dernier que Pym et Auguste échafaudent un plan de reprise du navire : à la faveur d'une tempête, Pym, dont les mutins ne connaissent pas l'existence, revêtira les vêtements d'un marin qui vient de mourir et se fera passer pour un fantôme. Profitant du désarroi qui ne manquera pas de s'ensuivre, Peters et Auguste, aidés de Tigre, se font fort de réduire à merci les marins rebelles. Le plan se déroule comme prévu, et bientôt les trois hommes sont maîtres du navire : les mutins ont été tués, ou jetés par-dessus bord, à l'exception d'un seul, Richard Parker, laissé en vie afin de leur prêter main-forte.
En effet, le navire menace de sombrer.

### Naufrage et dérive
Les derniers rescapés du Grampus parviennent à éviter le pire en abattant les mâts à coups de hache, ce qui évite au navire de chavirer. Mais la cargaison, mal arrimée dans les cales, se détache : le navire donne alors de la bande de manière inquiétante, plongeant la moitié du pont sous l'eau et inondant les cabines.
Les jours passent, et les quatre hommes, après avoir en vain tenté de récupérer des provisions dans les cabines, sont prêts à s'abandonner au désespoir, quand une voile apparaît à l'horizon. La délivrance, enfin ? Las ! Le navire, un brick hollandais (voir le mythe du vaisseau fantôme), n'a plus pour équipage que des cadavres en voie de putréfaction et dérive sur l'océan au hasard des vents.
La faim devenant de plus en plus pressante, Parker a l'idée, sinistre, de tirer à la courte paille afin de désigner celui des quatre naufragés qui sera sacrifié pour nourrir les trois autres : Pym, d'abord scandalisé par cette proposition, est contraint de s'y soumettre. Ironie du sort, c'est Parker qui tire l'allumette la plus courte...
Auguste succombe à son tour, malade, blessé et épuisé par les privations : son cadavre, qui commence à se décomposer juste après son trépas est jeté aux requins qui depuis quelque temps accompagnent le navire, qui penche de plus en plus sur le côté. Bientôt, il chavire complètement, obligeant Pym et Peters à se réfugier sur la coque. La situation des deux hommes semble une fois de plus sans espoir, quand ils aperçoivent un navire qui se dirige vers eux.

### À bord de laJane Guy
Les deux naufragés sont recueillis sur la goélette Jane Guy, partie de Liverpool chasser le veau marin aux îles Kerguelen où elle fait relâche à Christmas Harbour et se livrer à diverses transactions commerciales dans les mers du sud. Pym se rend compte alors de la longue dérive qui a été la leur depuis que le Grampus a été livré aux caprices des courants marins : ils ont dévié de vingt-cinq degrés du nord au sud.
Pym rapporte ensuite diverses informations sur les îles situées au large du cap de Bonne-Espérance : son attention est particulièrement attirée par la singulière organisation sociale des manchots, et notamment par la géométrie rigoureuse avec laquelle ils disposent leurs nids, ainsi que par la façon dont ils partagent leur territoire avec les albatros. Fasciné par ce voyage d'exploration, Pym convainc le capitaine de la Jane Guy à pousser davantage vers le sud, vers ces contrées antarctiques qui sont encore terrae incognitae. Après tout, le temps est clément, il est possible de pousser plus avant que ne l'a fait l'expédition de James Cook. Qui sait ? Peut-être parviendront-ils à percer le secret de la nature du pôle terrestre ?
Le voyage d'exploration semble rapidement devoir être abandonné : on ne voit en direction du pôle qu'une banquise énorme et apparemment sans limites. Mais les explorateurs trouvent un passage, et, l'ayant contournée, ont la surprise de voir s'ouvrir devant leurs yeux une mer totalement libre de glace. La température de l'eau augmente graduellement. Parmi les animaux qu'ils rencontrent sur leur route, ils ont la surprise de découvrir un spécimen d'une espèce inconnue des naturalistes : un animal à dents et à griffes rouges, à queue de rat et à tête de chat avec des oreilles de chien, dont le corps est entièrement recouvert de poils blancs.
Mais bientôt, un autre événement accapare toute leur attention : la vigie a signalé la présence d'une île, qui s'avère habitée.

### Sur l'île deTsalal
C'est à bord de quatre grands canots qu'une centaine d'autochtones à la peau noire approchent du navire. Invités à le visiter, ils s'étonnent de ce qu'ils y découvrent : les miroirs, en particulier, suscitent la terreur de leur chef. Les objets de couleur blanche semblent également leur causer la plus vive répugnance.
Pym fait partie du groupe de voyageurs invités en retour à visiter Tsalal, l'île des autochtones, à l'invitation de leur chef, qui répond au nom de Too-Wit. Au premier rang des curiosités qu'il découvre sur cette île, les étranges propriétés de l'eau : dans les ruisseaux coule une eau pourpre, qui a une consistance proche de celle de la gomme arabique, composée de veines distinctes que l'on peut temporairement disjoindre les unes des autres à l'aide d'un couteau.
Le village où sont conduits les voyageurs, qui porte le nom de Klock-Klock, révèle un état de civilisation des plus rudimentaires : la plupart des indigènes vont nus, ne possèdent d'autres armes que des lances et des massues, vivent dans des huttes sommaires et se nourrissent de viande crue. Ils semblent néanmoins hospitaliers, et Too-Wit propose même de leur indiquer où ils pourront trouver en abondance de la biche de mer.
Mais cette proposition cachait un piège : se laissant conduire sans méfiance dans une gorge escarpée entre deux collines, les hommes de la Jane Guy sont écrasés et ensevelis par une avalanche de rochers provoquée par les autochtones. Pym, que sa curiosité a poussé à s'écarter du groupe avec Peters pour aller examiner une fissure dans la roche de la colline, est épargné par l'éboulement avec son compagnon.
Les deux hommes se rendent alors compte qu'ils se sont engagés dans un réseau compliqué de couloirs souterrains. Ils parviennent à se hisser jusqu'à une plate-forme naturelle, au bord d'un ravin, d'où ils sont témoins du massacre des marins restés à bord de la Jane Guy par les primitifs de Tsalal, dont plusieurs centaines périssent dans l'explosion du navire qu'ils ont par inadvertance provoquée. Les autres, terrorisés, s'enfuient en hurlant à pleins poumons le cri de « Tekeli-li. »
Pym et Peters, après avoir exploré les méandres de ce réseau souterrain à la géométrie compliquée (méandres que Pym reproduit dans son récit au moyen de schémas), parviennent à rejoindre la plage où, poursuivis par les sauvages qui les ont repérés, ils réussissent à voler un canot, emportant comme otage l'un de leurs poursuivants.

### La dérive finale

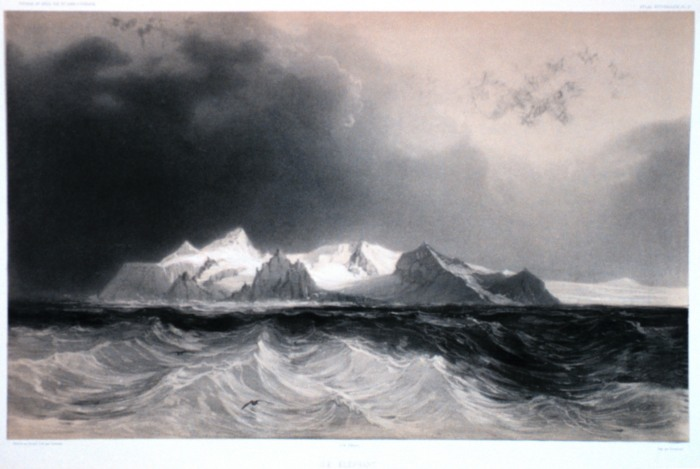
Gravure de Voyage au pôle Sud et dans l'Océanie (expédition de Dumont d'Urville).

Revenir sur leurs traces est interdit aux deux hommes : l'hiver avance, et revenir vers le nord signifierait se heurter à une muraille de glace plus infranchissable que celle qu'ils ont dû contourner à l'aller. Ils n'ont plus qu'à se laisser porter par le courant qui les entraîne vers le sud. L'eau, à mesure qu'ils avancent, devient de plus en plus chaude et commence à prendre une teinte laiteuse. La santé de leur prisonnier, Nu-Nu, semble se dégrader à mesure qu'ils progressent vers les régions chaudes et blanches qui marquent les abords du pôle. Aux questions qui lui sont posées quant aux raisons pour lesquelles son peuple s'est montré aussi cruel avec les visiteurs venus du nord, il se contente pour toute réponse de désigner à l'attention de Pym et de Peters ses dents : elles sont noires.
Pym et Peters deviennent de plus en plus apathiques, sans raison précise. Leur canot prend de la vitesse. La température de l'eau se fait brûlante. Une substance cendreuse qu'ils ne parviennent pas à identifier se déverse continuellement sur eux. Au sud, une barrière de vapeur voile l'horizon. Il en surgit de gigantesques oiseaux blancs qui poussent le cri déjà entendu dans la bouche des sauvages de Tsalal : Tekeli-li. Nu-Nu continue à s'affaiblir et finit par mourir.
Le ciel est sombre, mais une luminosité blanchâtre sort des profondeurs de l'océan. La barrière de vapeur semble être une cataracte gigantesque, vers laquelle se précipite le canot. Au moment où il y pénètre, le rideau de vapeur se déchire et une silhouette voilée gigantesque, dont la peau est aussi blanche que de la neige, se dresse devant eux...

### Mystérieuses conjectures
C'est ainsi que se termine la relation faite par Arthur Gordon Pym de son périple. L'éditeur explique dans une postface que la mort de Pym, survenue dans des circonstances bien connues du public, l'a empêché de livrer les derniers chapitres de son histoire. Peut-être Peters, revenu aux États-Unis en même temps que Pym, pourra-t-il donner sa conclusion à ce récit, mais il est à l'heure actuelle introuvable.
Quoi qu'il en soit, cet éditeur souhaite attirer l'attention des lecteurs sur quelques faits qui semblent avoir échappé à la sagacité d'Edgar A. Poe, qui est le premier à avoir pris connaissance du récit d'Arthur Gordon Pym : les croquis effectués par Pym pour décrire l'entrelacs du réseau souterrain de l'île de Tsalal ressemblent étrangement à des caractères alphabétiques et hiéroglyphiques, pour certains arabes, pour d'autres égyptiens, pour les derniers éthiopiens. Ils évoquent des mots qui ont rapport avec la noirceur ou la blancheur. Quant au cri de Tekeli-li, l'analyse de ses différentes occurrences dans le témoignage de Pym semble indiquer un lien mystérieux avec la couleur blanche.
À la suite de cette note de l'éditeur, une main inconnue a écrit ces mots, sur lesquels se clôt le roman :
« J'ai gravé cela dans la roche, et ma vengeance est écrite dans la poussière du rocher. »

## Circonstances de publication

### Situation de l'édition américaine dans les années 1830
À l'époque où Edgar Poe écrit son œuvre, l'édition américaine est dans une situation bien particulière : entre 1825 et 1850 en effet, les États-Unis vivent un véritable âge d'or des périodiques, qui passent de moins d'une centaine à plus de six cents titres. D'où le développement parallèle des short stories, qui sont publiées dans ces magazines. La situation des romanciers est en revanche beaucoup moins enviable.
Le public américain est pourtant friand de romans, mais les éditeurs préfèrent publier les œuvres à succès des auteurs anglais, telles que celles de Walter Scott, par exemple, et cela pour des raisons financières bien précises : il n'existe pas d'accord international entre l'Angleterre et les États-Unis sur le copyright. Aussi les éditions pirates se multiplient-elles, et les éditeurs n'ont pas à débourser un cent pour publier une œuvre anglaise à succès, alors qu'il leur faut payer le manuscrit des auteurs américains. L'éditeur new-yorkais Harper pourra ainsi affirmer en 1843 : « la publication des livres américains est la partie négligeable de nos affaires. »
Les difficultés que rencontrent les écrivains américains pour faire publier leurs œuvres en volumes les poussent parfois à accepter d'avancer comme garantie des sommes d'argent pas toujours négligeables : c'est ainsi que Nathaniel Hawthorne est contraint, en 1837, de verser la somme de 250 dollars pour faire publier ses Contes deux fois contés. Une autre solution était pour les auteurs américains de se faire publier d'abord en Angleterre.
Edgar Poe connaît aussi ces difficultés, lui qui échoue à faire publier un premier volume de contes en 1836, chez Harper, qui justifie son refus en ces termes :
« [...] Nous avons trois raisons de décliner l'édition de votre ouvrage. La première est qu'une grande partie de ces textes ont déjà paru dans des périodiques. La seconde, qu'il s'agit de contes et de morceaux indépendants ; notre longue expérience nous a enseigné qu'il y a là deux sérieux obstacles au succès d'un livre. Les lecteurs de ce pays ont une préférence marquée pour les ouvrages (surtout s'il s'agit d'ouvrages d'imagination) dans lesquels une intrigue unique et cohérente occupe tout le volume ou les volumes s'il y a lieu ; et nous avons toujours constaté que la reproduction de textes de magazines, connus comme tels, est le moins rentable des produits littéraires. La troisième objection est également importante. [...] [Vos textes] ne seraient compris et goûtés que par un petit cercle et non par la masse des lecteurs [...] Il est extrêmement important pour un auteur que son premier volume soit populaire [...] »

### Situation d'Edgar Allan Poe en 1837

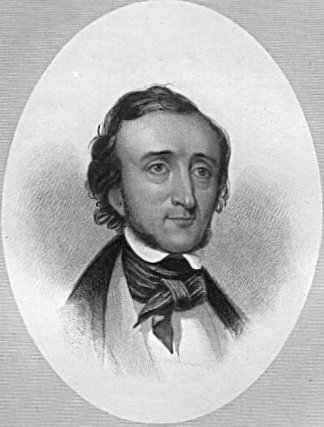
Edgar Allan Poe (ici en 1844).

Edgar Poe à cette époque n'est pourtant plus un inconnu : il est depuis 1835 le rédacteur en chef du Southern Literary Messenger de Richmond. Cette revue avait pour ambition de devenir, selon le mot de son propriétaire, Thomas White, « l'émanation de l'esprit sudiste » et d'être le pendant et l'adversaire des revues new-yorkaises qui tenaient le haut du pavé intellectuel.
Grâce à Poe, la revue est en effet rapidement connue au-delà des frontières du Sud, notamment par les critiques sans complaisance, souvent féroces, qui y sont faites des ouvrages publiés par l'intelligentsia de New York.
Poe se brouille avec le propriétaire du Messenger en janvier 1837, sans doute parce qu'il n'avait pas pour manœuvrer toute la latitude qu'il aurait souhaitée, ou bien parce qu'il estimait que sa collaboration n'était pas rémunérée à sa juste valeur. Il quitte alors Richmond pour New York, où il espère pouvoir placer ses écrits.
Mais, en cette même année 1837, éclate la crise économique : de nombreux périodiques cessent de paraître. Qui plus est, Poe s'est fait des ennemis avec ses articles du Messenger. Seule une obscure revue théologique, la New York Review, accepte ses services, mais elle cesse de paraître avant même que Poe ait le temps d'y collaborer.
La tentative de s'établir à New York se solde donc par un échec : à l'été 1838, Poe quitte la ville avec sa famille pour se rendre à Philadelphie. Il a néanmoins réussi à placer le manuscrit des Aventures d'Arthur Gordon Pym chez Harper.

### Un roman pour le grand public
Il faut dire que Poe a mis à profit les conseils donnés par Harper dans sa lettre de 1836 : Les Aventures d'Arthur Gordon Pym constitue une tentative de réponse aux trois justifications de l'éditeur pour motiver son refus de publier les contes de l'écrivain.
Ainsi, à l'objection selon laquelle la parution préalable en magazine serait nuisible au succès de l'ouvrage, Poe répond par un texte pour l'essentiel inédit : deux parties seulement des Aventures d'Arthur Gordon Pym (qui correspondent aux chapitres I à IV du roman) ont paru dans le Southern Literary Messenger (dans les livraisons de janvier et de février 1837), qui peuvent d'ailleurs constituer une sorte de mise en bouche pour le futur lecteur du volume, intrigué par les prémices d'une histoire dont il ne sait pas quelles voies elle empruntera.
Pour ce qui concerne la seconde objection, à savoir le fait que le manuscrit de Poe ne présentait pas « une intrigue unique et cohérente [qui] occupe tout le volume ou les volumes s'il y a lieu », l'écrivain répond par un récit pris en charge par un narrateur unique qui raconte une seule histoire (si l'on excepte le premier chapitre) : un périple maritime riche en rebondissements.
Quant à la troisième exigence (choisir un sujet populaire), Edgar Poe s'y est soumis en choisissant un genre de récits, le roman d'aventures, qui est susceptible de plaire au grand public (les romans de Fenimore Cooper rencontrent alors un franc succès), et une thématique, le voyage d'exploration vers le pôle sud, qui intéresse une large part de l'opinion publique.
En 1836 en effet, le navigateur Jeremiah Reynolds avait proposé au Congrès américain d'organiser une expédition vers le pôle sud (en France, le navigateur Jules Dumont d'Urville préparait également son voyage), avec pour objectif notable de vérifier la véracité ou non d'une théorie alors en vogue : la théorie de la terre creuse, telle qu'elle avait été exposée en 1826 par le capitaine John Cleves Symmes. Selon ce dernier, la terre serait à ses extrémités percée de deux trous correspondant aux pôles. Les barrières de glace que l'on rencontre aux abords des pôles devaient s'estomper puis disparaître à mesure que l'on approchait de ces trous, chauffés par le feu intérieur du globe.
C'est ainsi qu'en juin 1837, la firme Harper accepte de publier le manuscrit que Poe lui a fait parvenir. Le roman ne paraît pourtant qu'un an plus tard, en août 1838 aux États-Unis, puis quelques mois plus tard en Angleterre, chez les éditeurs Wiley and Putnam. Le nom d'Edgar Poe n'apparaît pas sur la couverture de l'ouvrage, et il n'est mentionné nulle part qu'il en est l'auteur.

### La mystification
En effet, de concert avec son éditeur, Poe a entrepris de faire passer son roman pour une authentique relation de voyage, et Arthur G. Pym pour un individu ayant réellement existé, qui revient justement des contrées que se propose d'explorer l'expédition que J. Reynolds est en train de mettre sur pied.
La difficulté, pour l'auteur et son éditeur américain, consistait à convaincre un public qui avait pu lire les premiers chapitres de cette histoire dans le Messenger, où ils avaient paru sous la signature de Poe, que ceux-ci avaient en réalité été dictés par Pym lui-même : c'est à cela que s'emploie Edgar Poe dans la préface du roman, rédigée semble-t-il au dernier moment (elle est datée de juin 1838). Le narrateur de cette préface (Arthur G. Pym) y déclare que c'est parce qu'il estimait que personne ne pourrait croire en la véracité de son histoire que le rédacteur en chef du Messenger (à savoir Edgar Poe) l'avait persuadé de le laisser rapporter son récit, en le publiant sous son nom et en le faisant passer pour une œuvre d'imagination. Mais, explique Pym, de nombreux lecteurs auraient alors écrit au Messenger en expliquant qu'ils n'étaient pas disposés à croire que cette histoire n'était qu'une fiction. Convaincu et rassuré par ces réactions, Pym se serait alors décidé à rapporter dans son intégralité le récit de ses aventures.
Aussi étonnant que cela puisse paraître à la lecture du roman, cette supercherie a semble-t-il fonctionné quelque temps : plusieurs critiques anglais et américains ont rendu compte du roman comme s'il s'était agi d'une authentique relation de voyage. Il faut dire que, pour ce qui concerne l'Angleterre, les éditeurs du livre de Poe avaient supprimé le dernier paragraphe du roman, jugé décidément trop invraisemblable (il s'agit de celui qui narre la rencontre finale avec la silhouette blanche), et qu'ils ont ajouté une note de leur cru à la fin de la préface, prévenant les lecteurs de l'inachèvement du récit dû à la mort de M. Pym sur laquelle ils n'ont pu « avoir d'information particulière. »
La mystification ne parvient pourtant pas à faire le succès de l'ouvrage.

### L'accueil public et critique
La supercherie de Poe et de ses éditeurs aurait néanmoins permis aux Aventures d'Arthur Gordon Pym d'obtenir un succès de curiosité en Grande-Bretagne. Mais l'accueil, aux États-Unis, est glacial : la plupart des critiques dénoncent les invraisemblances du récit, ainsi que sa complaisance dans l'horreur, et il est parfois comparé, à son désavantage, à Robinson Crusoé ou aux Voyages de Gulliver. Le jugement du critique Alfred Russel Wallace résume assez bien les impressions de la critique littéraire américaine en face de l'ouvrage :

« La partie sur l'Antarctique gâche complètement ce livre, la chose étant tout à fait impossible, avec sa végétation, son climat doux, ses fruits, sa faune si près du pôle sud. Ce sont ces absurdités qui m'ont dégoûté de cette histoire. »

Le désintérêt de la critique américaine pour ce roman sera persistant : considéré comme un ouvrage de commande, inabouti, peu représentatif de l'art de Poe, il ne sera guère réédité, y compris jusque dans la première moitié du XXe siècle. On ne le trouve guère alors que dans les éditions des œuvres complètes d'Edgar A. Poe.
Quant à Edgar Poe lui-même, il n'a guère fait allusion à ce roman par la suite. Tout au plus l'évoque-t-il dans une lettre où il le qualifie de « livre très stupide ». Dégoûté semble-t-il de la forme romanesque, il abandonne un autre roman alors en préparation (Le Journal de Julius Rodman), pour se concentrer, dans le domaine narratif, sur les formes brèves.

### La traduction française de Charles Baudelaire

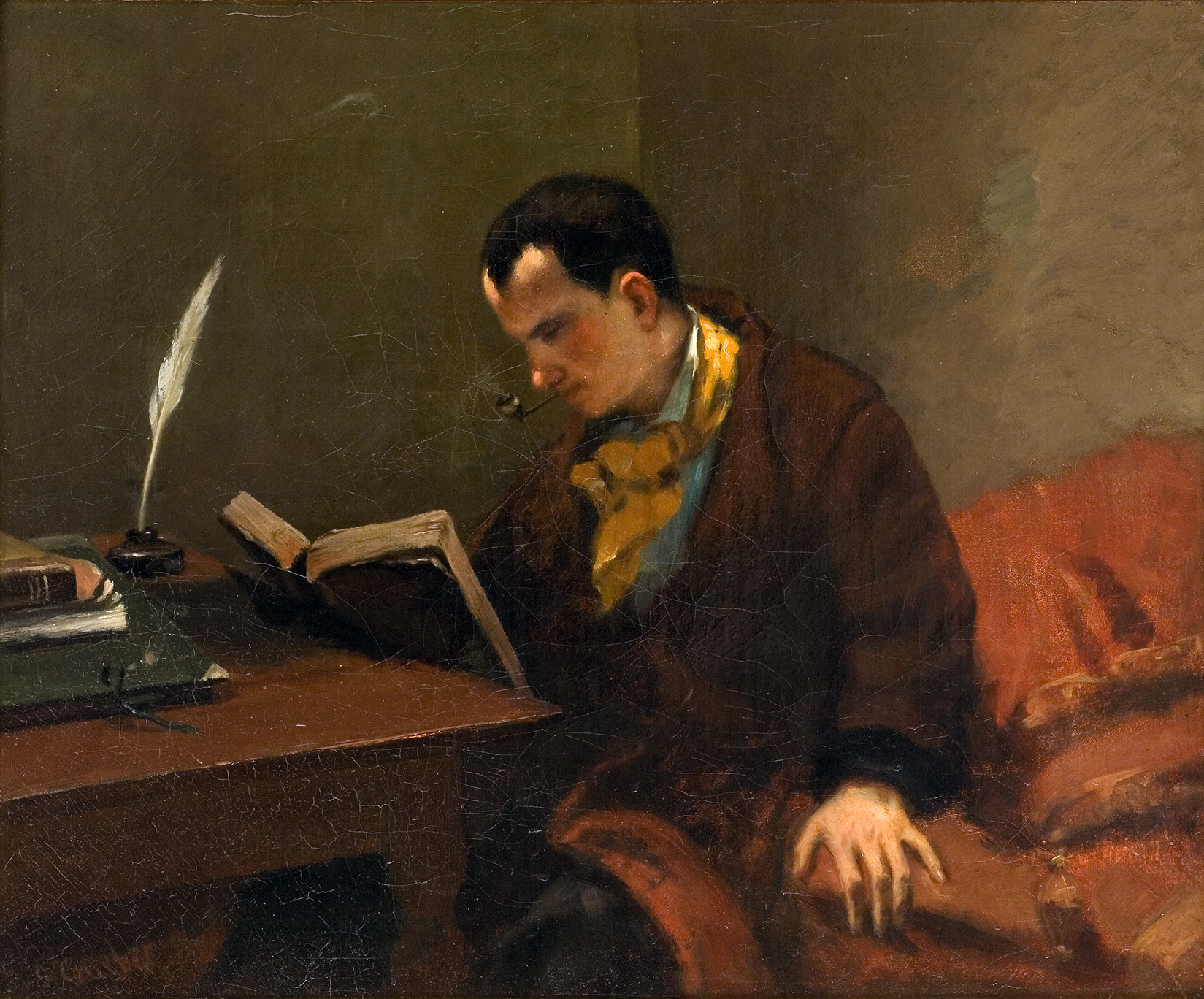
Baudelaire par Courbet.

Les Aventures d'Arthur Gordon Pym est le troisième volume des traductions d'œuvres d'Edgar Poe qu'entreprend Charles Baudelaire. Cette traduction est ébauchée en 1852, mais le projet d'une traduction intégrale n'est mentionné dans la correspondance de Baudelaire qu'en mai 1856. Celle-ci paraît dans Le Moniteur universel à partir de février 1857, avant d'être publiée en volume l'année suivante par l'éditeur Michel Levy.
La traduction est dans l'ensemble relativement fidèle à l'original. On notera toutefois l'ajout de titres aux chapitres, alors que les éditions anglaise et américaine n'en comportent pas, et le fait que Baudelaire traduit, dans la dernière phrase du récit de Pym, « the hue of the skin of the figure », par : « la couleur de la peau de l'homme ». Cette traduction-interprétation sera par la suite contestée, surtout après la parution de l'étude psychanalytique de Marie Bonaparte sur Edgar Poe, dans laquelle l'énigmatique silhouette qui se dresse devant Pym est assimilée à la figure de la mère.
Il semblerait qu'entre 1852 et 1858, Baudelaire ait quelque peu modifié son jugement sur cette œuvre : initialement, il n'appréciait visiblement que modérément ce livre qu'il avait qualifié de « roman purement humain » dans sa notice d'introduction aux Histoires Extraordinaires (« Edgar Poe, sa vie et ses œuvres »). En revanche, le ton est fort différent en 1858, lorsqu'il écrit à Sainte-Beuve pour lui demander de faire « une excursion dans les profondeurs d'Edgar Poe » en lisant Arthur Gordon Pym. L'année précédente, il avait écrit au Ministre d'État pour lui recommander ce « roman admirable ».
Les avis divergent quant à cette évolution de l'appréciation du roman. Selon le spécialiste de Baudelaire Jacques Crépet, les éloges de 1857-1858 ne sont pas à prendre au pied de la lettre : Baudelaire, dont la principale source de revenus venait de ses traductions, cherchait avant tout à attirer l'attention sur celle qu'il venait de terminer et dont il espérait qu'elle rencontrerait le même succès que les Histoires extraordinaires et les Nouvelles histoires extraordinaires. Le spécialiste américain de Poe Patrick Quinn estime en revanche que c'est le jugement de 1852 qui doit être pris avec précautions. Selon lui, à cette date, il est très vraisemblable que Baudelaire n'avait pas encore lu le roman et qu'il basait son jugement sur un article américain paru en 1850 et dans lequel il avait puisé une large part du contenu de son article. Le critique américain ajoute que si Jacques Crépet se refuse à admettre que Baudelaire ait tenu ce roman pour « admirable », c'est parce que lui-même n'apprécie pas ce livre, et qu'il se refuserait à admettre que le jugement de Baudelaire ait pu être différent du sien.
Quoi qu'il en soit, le troisième volume des œuvres d'Edgar A. Poe traduit par Baudelaire ne devait pas rencontrer le même succès immédiat que les deux précédents.

## Éléments d'analyse

### Sources
Pour écrire ce qu'il voulait présenter comme le récit d'une authentique exploration, Poe a utilisé un certain nombre de récits de voyages parmi tous ceux qui pullulaient à l'époque. On citera notamment la proposition d'exploration du pôle sud présentée le 3 avril 1836 par Jeremiah Reynolds, An Address on the Subject of a Surveying and Exploring Expedition to the Pacific Ocean and the South Seas, rééditée l'année suivante avec une introduction critique de Poe, qui servira à l'écrivain pour rédiger les passages relatifs à l'exploration des mers du sud par Arthur Pym ; le journal de voyage du capitaine James Cook (A Voyage to the Pacific, Londres, 1784), ou encore A Narrative of Four Voyages publié chez Harper par Benjamin Morrell, dont Poe a recopié plusieurs passages, notamment ceux qui concernent les descriptions des mœurs des manchots et ceux relatifs à la pêche de la biche de mer, ouvrage qui lui a peut-être également donné l'idée du titre-résumé qu'il a donné à son roman.
Une autre source importante d'Arthur Gordon Pym est constituée par deux ouvrages dans lesquels sont exposés les théories de John C. Symmes sur la terre creuse : un roman d'aventures intitulé Symzonia et publié en 1820 par un certain Adam Seaborne, pseudonyme derrière lequel se cache probablement Symmes lui-même, et l'ouvrage d'un « citoyen des États-Unis » intitulé Symmes Theory of the Concentric Spheres, publié en 1826. Ces ouvrages avaient déjà servi à Poe lorsqu'il écrivit, en 1831, Le Manuscrit trouvé dans une bouteille où, déjà, il était question d'une odyssée vers le grand sud et d'une cataracte géante, annonciatrice du gouffre qui se trouve à la place du pôle.
Edgar Poe s'est aussi inspiré d'un roman d'aventures, qui prétendait également être le récit d'un voyage authentique, et qui avait pour cette raison rencontré un franc succès : Sir Edward Seaward's Narrative of His Shipwreck, publié par Jane Porter à Londres en 1831. Il réutilise un certain nombre des péripéties de cet ouvrage (l'embarquement clandestin, l'enfermement dans la cabine, le rôle du chien, etc.). On citera enfin des réminiscences probables, dans Arthur Gordon Pym, de The Rhyme of the Ancient Mariner, le long poème de Samuel Taylor Coleridge.

### Erreurs et incohérences dans le récit
« Toute l'œuvre de Poe, écrit Patrick Quinn, est gâchée par des inadvertances si évidentes que même le lecteur le moins averti les percevra. » Les Aventures d'Arthur Gordon Pym ne déroge pas à cette règle, loin de là, et plusieurs incohérences émaillent le récit.
Ainsi, lorsque Auguste vient libérer Pym dans la cale du Grampus, il est tout près de rebrousser chemin avant d'avoir retrouvé son ami, qu'il croit mort. Mais, explique Pym,

« Plusieurs années se sont écoulées cependant avant que j'aie eu connaissance du fait. Une honte naturelle et un remords de sa faiblesse et de son indécision empêchèrent Auguste de m'avouer tout de suite ce qu'une intimité plus profonde et sans réserve lui permit plus tard de me révéler. »

Or, peu après avoir ainsi laissé clairement entendre que son ami survivrait encore au moins « plusieurs années » à cette aventure, Pym rapporte la mort d'Auguste, qui finalement aura succombé à cette odyssée, un mois à peu près après avoir libéré son compagnon.
Dans le même ordre d'idées, le destin de Tigre, le chien de Pym, est laissé en suspens : cet animal, dont Pym expliquait qu'il lui portait « une affection de beaucoup plus ardente que l'affection commune » disparaît du récit, sans explications, après avoir aidé Pym et ses compagnons à s'emparer du Grampus, comme si l'auteur avait oublié en route cet acteur qu'il avait introduit dans son roman.
On remarque également une incohérence dans la datation des épisodes du récit, d'ailleurs relevée par Baudelaire.
Plus globalement, la structure du roman manque d'unité : les deux premières parties (la mini-odyssée à bord de l'Ariel et le périple du Grampus) ont une tonalité très différente de la dernière partie, au point que plusieurs exégètes ont supposé qu'il s'agissait de trois contes distincts arbitrairement reliés par la présence d'un même narrateur. Qui plus est, à l'intérieur de ces parties, les descriptions sur la manière de bien arrimer une cargaison, sur le lexique de la navigation maritime, ou sur l'histoire de la navigation vers le pôle, sentent le remplissage, ou en tout cas sont intégrés de manière superficielle au récit.
La conclusion laisse quant à elle l'impression que Poe n'avait pas vraiment planifié le déroulement de son récit. Patrick Quinn note à ce propos :

« Ainsi, après avoir attiré le lecteur jusqu'au bord d'un grand mystère par toute une série de noires promesses, Poe s'aperçoit qu'il n'a ni mystère ni secret à dévoiler — ou du moins, rien qui concorde avec les indices qui y menaient —. Il termine donc l'histoire abruptement et, pour faire passer la chose, il ajoute une note en conclusion, dans laquelle l'interruption du récit est attribuée à la mort prématurée de Pym. »

Enfin, l'incohérence fondamentale du roman réside dans le fait d'avoir choisi de faire raconter à la première personne, par un narrateur censé en être revenu, un périple qui ne pouvait qu'être sans retour.

### Une structure de répétition
On sait que Poe, reprenant la distinction qu'avait établie Coleridge entre fancy et imagination, estimait qu'une œuvre d'art véritable ne peut se satisfaire du simple agencement des péripéties (qui relève de la fancy), mais que celui-ci doit être mis au service de « l'idéal » (la sensation de la présence, derrière la lettre du récit de quelque chose d'inexprimable), tâche qui relève quant à elle de l'imagination, et dont le résultat sur le plan formel doit être une intrigue cohérente. En effet, observe Poe, « la plus grande complexité des péripéties n'aura pas une intrigue pour résultat, intrigue dont la définition appropriée est une chose dont on ne peut déplacer la moindre partie sans détruire le tout. » C'est peut-être en raison de cette conception esthétique que l'agencement des péripéties des Aventures d'Arthur Gordon Pym semble incomplètement maîtrisé, mais qu'à ces défectuosités s'oppose une structure qui apparaît à l'inverse avoir été rigoureusement travaillée.
Une des particularités du roman de Poe réside en effet dans le fait que son apparente absence d'unité linéaire cache une autre unité, moins visible : à chaque élément de l'une des parties du récit correspond un autre élément dans une autre partie du récit, qui fait écho au premier tout en l'amplifiant.
C'est ainsi que, par exemple, la mutinerie du second du Grampus était préfigurée par la désobéissance du second du Pingouin (le navire qui coule le canot de Pym dans le premier chapitre).
L'épisode au cours duquel Pym est enfermé dans la cale du Grampus annonce quant à lui l'ensevelissement dans la montagne de Tsalal, et dans les deux cas ressurgit chez Pym l'épouvante de « l'ensevelissement prématuré » :

« J'essayais en vain de raisonner sur la cause probable qui me murait ainsi dans ma tombe [...] Je m'abandonnais sans résistance aux imaginations les plus noires, parmi lesquelles se dressaient principalement, écrasants et terribles, la mort par la soif, la mort par la faim et l'ensevelissement prématuré. (chapitre II, « La cachette ») »

« Je crois fermement qu'aucun des accidents dont peut être semée l'existence humaine n'est plus propre à créer le paroxysme de la douleur physique et morale qu'un cas comme le nôtre : — Être enterrés vivants ! (chapitre XXI, « Cataclysme artificiel ») »

On citera aussi le cuisinier noir, le plus féroce de tous les mutins (« un parfait démon », explique Pym) qui préfigure la sauvagerie des natifs de l'île de Tsalal (« la race [...] la plus positivement diabolique qui ait jamais habité la face du globe »), l'étrange animal blanc rencontré au début de la troisième partie et que l'on retrouve à la fin du roman, les deux travestissements de Pym en marin, le motif de l'alcool et de l'ivresse qui revient à trois reprises, etc.
Selon Jacques Cabau, cette « structure de répétition » obéit à une double logique : elle fait de chaque épisode la préfiguration de l'épisode suivant, marquant à chaque fois une progression dans l'horreur : « du naufrage à l'anthropophagie, de l'ensevelissement souterrain à l'engloutissement sous-marin ». D'autre part, cette progression est aussi une progression esthétique, qui marque le passage graduel du réel vers le fantastique, depuis « la banalité de la vie réelle » jusqu'au « niveau du rêve et de ses illusions obsédantes », ce qui permet à Poe de faciliter la suspension volontaire de l'incrédulité (willing suspension of disbelief) de son lecteur, qui sans cette préparation ne pourrait pas saisir cette « illusion de la vie du rêve » à laquelle il lui est proposé d'adhérer.
C'est pour cette raison que Patrick Quinn, tout en mettant en exergue les imperfections du récit, note pourtant que, « loin d'être une accumulation incohérente d'horreurs, Les Aventures d'Arthur Gordon Pym est construit avec rigueur et adroitement mené. »

### Les crêtes et les creux de la vague

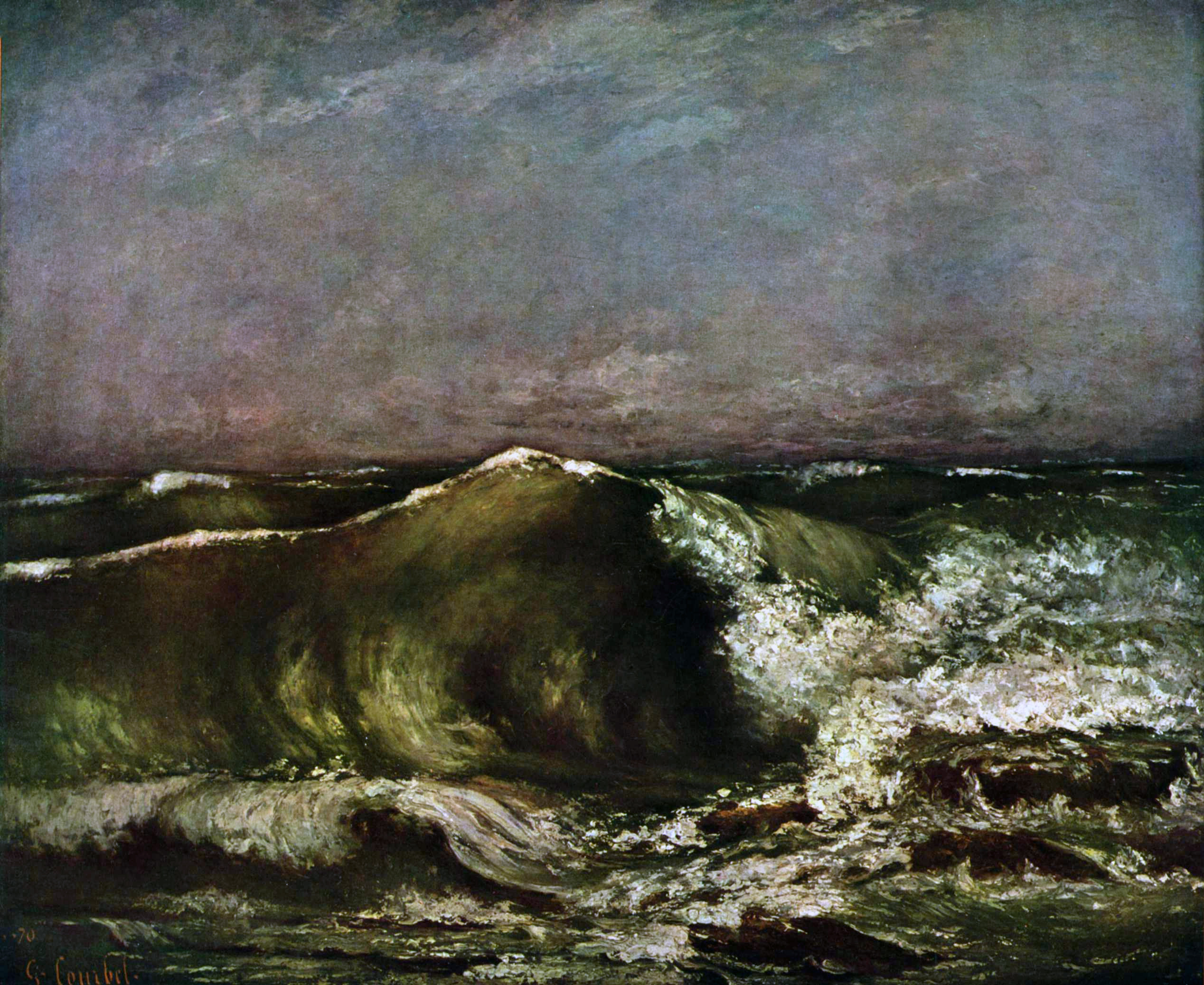
La Vague par Gustave Courbet.

La structure de l'ouvrage est en effet construite sur le modèle du mouvement de la mer, avec ses crêtes et ses creux : « à chaque crête le nouveau conflit se résout en violence », avant que la tension ne retombe pour remonter une nouvelle fois avec plus d'intensité que la précédente. Cette tension, qui se manifeste également dans l'alternance d'espoir et de désespoir qui rythme le récit, est particulièrement manifeste lors de l'épisode du « Brick mystérieux » (le navire hollandais rempli de cadavres), au cours duquel les naufragés ont cru être proches de la délivrance avant de voir leurs espoirs déçus. Cet épisode est significativement introduit par Pym en ces termes : un épisode « gros d'abord d'extrême joie et ensuite d'extrême horreur ». Ces exemples d'alternances d'espoir et de désespoir pourraient être multipliés.
À cette récurrence formelle s'en ajoute un autre, thématique : « chaque épisode contient une révolte et un renversement de l'autorité ». Les Aventures d'Arthur Gordon Pym met en effet constamment en jeu cette thématique de l'insoumission et de la révolte : l'insoumission est en premier lieu celle de Pym qui prend la mer contre la volonté de sa famille (qui n'est pas au courant de son équipée à bord de l'Ariel, et qui s'oppose à son embarquement sur le Grampus.) Cette insoumission est aussi celle des marins qui, on l'a vu, se révoltent contre l'autorité de leur capitaine, à bord du Pingouin puis à bord du Grampus (double révolte sur ce dernier navire, puisque c'est une seconde mutinerie qui fait de Pym, Auguste et Peters les maîtres de l'épave).
Autre thématique fondamentale du roman, qui épouse également le même mouvement d'alternance : la non-coïncidence entre l'apparence et la réalité, la duplicité du réel. Dans Les Aventures d'Arthur Gordon Pym, les êtres et les choses ne sont jamais réellement ce qu'ils paraissaient être de prime abord : Auguste semblait avoir toute sa raison lorsqu'il avait proposé à Pym une sortie nocturne en mer à bord de l'Ariel, alors qu'il apparaît un plus tard qu'il était en réalité « bestialement ivre » ; ce qui semblait être un marin qui de loin les encourageait « à prendre patience [les] saluant joyeusement de la tête [...] souriant constamment, comme pour déployer une rangée de dents très blanches » s'avère être en réalité, comme Pym s'en aperçoit lorsque le navire sur le gaillard d'avant duquel se tient la silhouette se rapproche de l'épave du Grampus, un cadavre affreux dont « les yeux n'existaient plus, et [dont] toutes les chairs de la bouche rongées laissaient les dents entièrement à nu » ; les sauvages de l'île de Tsalal semblaient accueillants, alors qu'il apparaît qu'il ne s'agissait que d'une ruse pour endormir la méfiance des voyageurs, etc. Parfois, pourtant, cette duplicité du réel tourne à l'avantage des protagonistes : lorsque l'épave du Grampus finit par chavirer, Pym note que cet accident « avait finalement tourné à [leur] profit plutôt qu'à [leur] dommage », parce qu'il leur révèle la présence sur la coque du bateau de coquillages comestibles qui leur permettront de ne pas mourir de faim.
Cette duplicité, Pym lui-même n'en est pas exempt. C'est ainsi qu'au début du récit il parvient à cacher à ses hôtes son expédition nocturne à bord de l'Ariel avec Auguste : « les écoliers sont capables d'accomplir des miracles en fait de tromperie », commente-t-il. Mais ce sont ses déguisements qui attestent le mieux de ses capacités de dissimuler la réalité derrière une apparence trompeuse : apparence d'un marin ivre, pour tromper son grand-père, apparence d'un fantôme pour tromper les mutins du Grampus. Patrick Quinn conclut sur ce sujet en faisant remarquer que :

« Arthur Gordon Pym, d'une part si fortement marqué par des conflits d'une sorte évidente — conflits d'homme à hommes, conflit entre l'homme et la nature — est également le théâtre d'un conflit entre la réalité et l'apparence. Pym est entraîné dans une vie où rien n'est stable, rien n'est jamais réellement connu. »

### «Le texte-clé de l'œuvre de Poe»
On trouve exprimés par ailleurs dans Arthur Gordon Pym, selon Patrick Quinn, directement ou indirectement, « tous les grands thèmes de Poe ». On mentionnera à titre d'exemple la thématique de « l'enterrement prématuré », présente dans le roman ainsi que dans plusieurs nouvelles.
Également, Pym est atteint de ce mal poesque fameux : « le démon de la perversité » (the imp of the perverse), cette étrange impulsion qui nous pousse à agir « par la raison que nous ne le devrions pas », cette « tendance accablante à faire le mal pour l'amour du mal ».
La « perversité », dans Les Aventures d'Arthur Gordon Pym, est ce qui pousse Pym à désirer l'aventure, non pour ses agréments, mais pour ses dangers :

« Toutes mes visions étaient de naufrage et de famine, de mort ou de captivité parmi les tribus barbares, d'une existence de douleurs et de larmes, traînée sur quelque rocher grisâtre et désolé, dans un océan inaccessible et inconnu. De telles rêveries, de tels désirs [...] sont fort communs, on me l'a affirmé depuis, parmi la très nombreuse classe des hommes mélancoliques... »

C'est ce même démon de la perversité qui pousse Pym à boire d'un trait la bouteille de liqueur dans la cale du Grampus, lorsqu'il se rend compte qu'il n'a plus rien à manger. Enfin, lorsqu'il descend une falaise après s'être extrait du labyrinthe montagneux de l'île de Tsalal, Pym expérimente directement le sentiment décrit par le narrateur du « Démon de la perversité » à propos de l'appel du gouffre : il est saisi, explique-t-il, « d'un immense désir de tomber, - un désir, une tendresse pour l'abîme ! une passion absolument immaîtrisable ! »
Apparaît enfin, dans Arthur Gordon Pym comme dans plusieurs nouvelles de Poe, le thème du Doppelgänger, du dédoublement du héros : Pym est en effet un héros étrangement passif, « à qui les choses arrivent. Ses compagnons agissent : lui est soumis à l'action. » Si ce n'est à deux reprises dans le cours du récit (c'est lui qui a l'idée de se déguiser en fantôme et c'est lui qui pousse le capitaine de la Jane Guy à prolonger son expédition vers le sud), Pym n'est guère autre chose que le témoin des événements qui surviennent et qu'il subit. En cela, il serait le pendant des personnages qui accompagnent les héros de Poe, de celui qui, par exemple, relate les faits et gestes du détective Dupin dans Le Double assassinat dans la rue Morgue. Si le personnage de Pym conserve malgré tout plus de présence que l'acolyte de Dupin c'est, selon Quinn, parce que « Poe est ici parvenu à présenter avec un succès total un véritable double héros », notamment parce que, remplaçant dans la seconde partie Auguste par Peters en tant que compagnon de Pym, Poe est parvenu à trouver un équilibre en « divisant le rôle actif entre deux personnages » : ni Auguste ni Peters ne restent présents assez longtemps dans le récit pour polariser sur eux notre attention aux dépens de Pym.
C'est la présence dans ce roman de ces thématiques, qui seront récurrentes dans les contes ultérieurs, qui explique le fait que Patrick Quinn propose de voir en Arthur Gordon Pym le texte-clé de l'œuvre de Poe, celui dont la lecture seule permet d'apprendre « comment il convient de lire Poe. »

## Hypothèses exégétiques
Par son énigmatique (non-)conclusion, le roman d'Edgar Poe ne pouvait manquer de donner lieu à diverses tentatives d'interprétation visant à percer le sens qu'il convient de donner à l'œuvre, et particulièrement à sa dernière partie. En raison de l'histoire particulière de la réception de l'œuvre de Poe, qui pendant longtemps a bénéficié d'une considération plus importante en France qu'aux États-Unis, les premières grandes théories interprétatives ont été rédigées en langue française.

### Une Odyssée de l'inceste (Marie Bonaparte)
Dans son étude publiée en 1933 et destinée à « projet[er] la lumière de la psychanalyse sur la vie et l'œuvre d'un grand écrivain à tendances pathologiques » (à savoir Edgar Poe), Marie Bonaparte a consacré un long chapitre aux Aventures d'Arthur Gordon Pym. Ce roman appartient selon elle au « cycle de la mère », et plus précisément au « cycle de la mère-paysage. »
En tant que roman maritime, Les Aventures d'Arthur Gordon Pym serait en effet selon elle pétri de symbolisme maternel, en vertu de l'association inconsciente mais universelle entre la mer et la mère, symbolisme auquel le sado-masochiste nécrophile refoulé et impuissant qu'aurait été Edgar Poe (c'est le diagnostic auquel elle aboutit au terme de son étude) a donné l'empreinte de sa sensibilité particulière. C'est donc essentiellement « à cause de la grande importance de ce récit, en tant que révélation de la psychologie profonde d'Edgar Poe », que Marie Bonaparte entreprend d'en faire l'analyse, plutôt que pour ses qualités esthétiques, qu'elle juge inférieures à celles de ses contes.
L'étude des Aventures d'Arthur Gordon Pym par Marie Bonaparte se présente sous la forme d'un long résumé commenté des diverses péripéties du roman, au cours duquel, après avoir indiqué un certain nombre de rapprochements réels ou supposés entre la biographie de Poe et les premières pages du récit de Pym, elle développe la thèse centrale de son interprétation du roman : « la recherche passionnée, effrénée, toujours déçue et toujours renouvelée, de la mère perdue qui emplit ce récit, comme elle devait remplir la vie de Poe ». C'est ainsi que le Grampus, dans la cale duquel est enfermé Pym, serait une représentation symbolique de la mère, et la réclusion de Pym un « fantasme du retour dans le corps maternel ». Quant aux rébellions successives dont le navire est le théâtre, elles seraient des conflits œdipiens : les frères se révoltent contre le père afin d'assouvir leurs désirs incestueux pour la mère
La troisième partie du récit, sur l'île de Tsalal, serait la répétition amplifiée de la même thématique : l'île tout entière serait une représentation symbolique du corps de la mère, et l'eau étrange, veinée, de couleur rouge, serait du sang, le sang de la mère. Quant à la couleur noire, qui est « l'emblème de cette île », elle indiquerait que « le corps maternel y apparaît cette fois conçu comme du dedans, comme pourrait le voir le fœtus, s'il ouvrait les yeux et pouvait regarder ». L'ensevelissement de Pym et de Peters dans les entrailles de l'île serait la matérialisation du même fantasme que celui qui s'exprimait dans la réclusion de Pym dans la cale du Grampus, mais « sur une échelle bien plus vaste ». Quant aux schémas dessinés par Pym, ils ne devraient pas être compris seulement comme des caractères alphabétiques : ils rappellent également « les courbures des intestins » : c'est ainsi que, « tel l'enfant qui ignore le vagin et l'utérus, mais connaît naturellement les fonctions digestives se représente volontiers [...] la naissance devant avoir lieu par l'anus », Poe aurait symboliquement donné corps à « ses plus primitifs désirs. »
La sortie hors du labyrinthe souterrain est dans cette perspective assimilée à un accouchement, tandis que la blancheur laiteuse de la mer sur laquelle voguent ensuite les rescapés serait évidemment à mettre en rapport avec le lait maternel, et que l'apathie qui gagne Pym et Peters rappellerait « l'engourdissement, l'abandon bienheureux et sans pensée du nourrisson sur le sein maternel qu'il vient de téter ». Les hommes noirs de Tsalal auraient eu pour fonction de punir les hommes blancs, dont la blancheur des dents semblait indiquer « qu'elles étaient maculées de lait impliquant un rapport avec la mère », en vertu de ce tabou qui pèse sur la mère, et sur les désirs interdits que les hommes éprouvent pour elle. C'est la force de ce tabou qui cause la mort de Nu-Nu, le sauvage pris en otage par Pym et Peters, tandis que pour ces deux derniers la silhouette voilée, en réalité la mère, « dans un grandiose fantasme de désir, rouvre, à ses deux fils, ses flancs blanc de lait. »
Du moment que Pym a réussi à retourner dans le giron de la mère, son récit est considéré par Marie Bonaparte comme achevé : « Qu'aurait en effet pu ajouter Edgar Poe après l'apparition suprême de la mère ? quels mystères touchant la mère auraient donc pu être dévoilés ? Le récit se termine légitimement sur le point d'interrogation relatif à ces insondables mystères et sur la vision éblouie de la mère dans sa symbolique blancheur. »
Les derniers mots du roman, néanmoins, sont lourds de menace : J'ai gravé cela dans la montagne et ma vengeance est inscrite dans la poussière du rocher, a écrit une main anonyme. À qui appartient donc cette main ? « Nous dirons : [au] père », répond Marie Bonaparte.

« C'est lui en effet qui a posé, préhistoriquement, les tabous de l'île de Tsalal. c'est sa défense qui arrête les fils noirs, les mauvais fils, devant la blancheur de la mère. C'est sa défense qui, biographiquement, arrêta Poe devant la femme, toute sa vie. »

### «Un des grands livres du cœur humain» (Gaston Bachelard)
Marie Bonaparte concluait son étude en évoquant « le chant à deux portées qu'est le récit d'Arthur Gordon Pym », dont le contenu manifeste recouvrirait un contenu latent que l'analyse était censée avoir mis au jour. C'est également une double grille de lecture que construit Gaston Bachelard dans son étude publiée en 1944 pour servir d'introduction aux Aventures d'Arthur Gordon Pym.
En effet, observe Bachelard, Edgar Poe est l'un des rares écrivains à avoir « su concilier dans ses œuvres deux qualités contraires : l'art de l'étrange et l'art de la déduction », et c'est pour cette raison que Les Aventures d'Arthur Gordon Pym devrait selon lui, non seulement être lu, mais également « médit[é] et rêv[é] ». C'est en s'imposant cette discipline que le lecteur peut se rendre compte que le premier épisode du récit, l'escapade à bord de l'Ariel met en jeu « les puissances du cauchemar », et qu'il peut commencer à s'exercer, « sur cet exemple encore très schématique », à la double lecture que propose Bachelard :

« Une lecture doit suivre la ligne des faits ; une autre doit suivre la ligne des rêveries. On déroulera synchroniquement les deux lectures en se posant devant chacune des aventures imaginaires la question systématique suivante : « sous quelles poussées de l'imagination les événements ont-ils été imaginés ? » Avec un peu d'exercice [...] on décèlera des rêveries singulières, des cauchemars et des hallucinations qui révéleront de grandes profondeurs psychologiques. Alors l'Aventure qui tend à découvrir le monde découvre en même temps l'intimité humaine. »

C'est dans cette sympathie onirique avec le texte que le lecteur doit accorder la plus grande importance aux épisodes qui appartiennent au monde des rêves plutôt qu'au monde des faits : ainsi par exemple de l'épisode dans la cale du Grampus, qui est un long cauchemar de l'enfermement. Le drame social qui se joue dans le même temps sur le pont du navire (la mutinerie), en revanche, est une rationalisation qui ne relève pas de la double lecture suggérée par Bachelard. « Étonnante inversion : il semble que pour la vision de Poe, l'homme dans la société soit moins compliqué que l'homme dans la nature. » C'est qu'à la différence de notre littérature, « presque entièrement absorbée par les drames sociaux », le roman de Poe est une œuvre qui traite du « drame naturel, [du] drame de l'homme en face du monde. » Le drame d'Arthur Gordon Pym est le drame de l'aventurier solitaire, c'est un drame de la solitude, où « l'homme doit sans cesse lutter contre tout un univers. »
Cette partie du récit contiendrait par ailleurs « les germes des cauchemars préférés d'un grand rêveur » : le brick mystérieux, par exemple, qui rappelle sous une forme au caractère fantastique atténué « le bateau des morts » du Manuscrit trouvé dans une bouteille ; ou encore la terreur des mutins lorsqu'ils voient apparaître Pym déguisé en revenant, qui met en jeu la solitude de « l'homme rendu aux cauchemars de sa nuit intime [...] dans la temps même où il vit les actions du jour », fournirait la clé de nombreux Récits extraordinaires.
Quant à la dernière partie du récit, il faudrait selon Bachelard l'aborder « avec une sympathie onirique plus profonde pour en comprendre toutes les résonances. » Le continent nouveau qu'abordent les explorateurs, placé sous le signe de l'étrange animal blanc qu'ils découvrent au moment d'y aborder et que l'on retrouvera à la fin du récit, serait placé sous le signe de « la nature trompeuse » : le décor de l'île de Tsalal est en effet « dynamiquement troublé », avec son eau gluante et sa terre savonneuse et noire. C'est ici le monde extérieur dans son ensemble qui participerait alors « à cette synthèse du rêve et de la pensée. Le rêveur et l'univers ensemble travaillent à la même œuvre. »
Dans cette étude, Gaston Bachelard reprend un certain nombre d'éléments mis en exergue par Marie Bonaparte et accorde la même attention à la psychologie des profondeurs, aux « mystères psychologiques cachés » d'Edgar Poe. Mais il ne reprend pas les conclusions médico-psychologiques de la disciple de Freud, pas plus qu'il n'établit de relations explicites entre Les Aventures d'Arthur Gordon Pym et la biographie de Poe. Il se contente de noter que « les dernières pages restent un mystère ; elles conservent un secret », dont l'étrange fascination qu'elles exercent sur leur lecteur est dû à leur profondeur onirique, avant de conclure en évoquant la nature du contenu latent caché sous cette apparence de roman d'aventures :

« En lisant les Aventures, l'on croyait se distraire et l'on s'aperçoit que le poète transmet le germe de rêves sans fin. L'on croyait aussi qu'on allait voir un univers, mais c'est le cœur de l'homme, le cœur obscur avec ses souffrances, qui est le centre de tout. Les Aventures d'Arthur Gordon Pym sont un des grands livres du cœur humain. »

### «Un voyage au bout de la page» (Jean Ricardou)
L'écrivain et théoricien de la littérature Jean Ricardou publie en 1967 sous le titre de Problèmes du nouveau roman un recueil d'articles précédemment parus dans diverses revues dans la première moitié des années 1960. Le dernier chapitre de son étude, intitulé « Le caractère singulier de cette eau », est consacré à « l'exégèse critique » de la littérature, et utilise comme « exemple privilégié » des théories de Ricardou sur le sujet la dernière partie des Aventures d'Arthur Gordon Pym.
Cette exégèse, affirme Ricardou, est « maudite », condamnée à naviguer entre deux écueils, deux tentations contradictoires : celle de s'abandonner au vertige de l'interprétation et de verser, par raffinement « dans des subtilités parfois abusives » ; ou bien celle qui consiste à « fixer un sens souvent prématuré », faute d'avoir pris en compte l'ensemble des éléments du texte. Entre les deux, Jean Ricardou choisit son camp :

« Ces deux tentations, cependant, ne s'équivalent guère : par excès, l'interprétation exalte l'idée fondamentale que tout signifie ; par défaut, elle condamne une part du texte à l'insignifiance. C'est donc d'abord sur ce qu'elle oublie, plus que sur ce qu'elle déclare, qu'on jugera une exégèse. »

C'est dans cette perspective qu'il revient sur la nature étrange de l'eau que Pym et ses compagnons découvrent sur l'île de Tsalal et sur l'analyse qu'en a faite par Marie Bonaparte (« l'exégèse bonapartiste »), et poursuivie par Gaston Bachelard, analyse qualifiée de « bluff exégétique. » En effet, Marie Bonaparte comme Gaston Bachelard n'ont retenu de cette eau que certains de ses attributs (la couleur et le fait qu'elle soit veinée) aux dépens des autres, qui sont escamotés (« pas de liquidité sauf en cascade, dissolution de gomme arabique sur les déclivités peu sensibles, couleur variable. »)
Qui plus est, l'un et l'autre appliqueraient au texte de Poe une même idéologie de la littérature : cette dernière « aurait pour charge d'exprimer un antécédent » (l'inconscient ou le rêve préexisteraient au texte et seraient transposés dans ce dernier.) Ricardou rejette cette idée, estimant qu'au contraire l'exégèse, même au risque d'être « alors prise dans une inlassable circularité », doit se cantonner au texte lui-même et à « sa fondamentale opacité » qui ne renvoie à aucune « figure consistante du hors-texte. » Aussi interprète-t-il l'eau étrange qui coule sur Tsalal, à partir des différentes caractéristiques que lui prête Edgar Poe (et non plus à partir de quelques-unes d'entre elles, comme il reproche à Marie Bonaparte et à Gaston Bachelard de le faire), comme étant « une parfaite métaphore d'un texte écrit. » C'est ainsi par exemple que le caractère de non-limpidité de cette eau, sauf lorsqu'elle coule en cascade, symboliserait l'opacité du texte, dont la prose n'apparaît limpide que lorsque « le texte défile très vite, c'est-à-dire si la lecture est trop rapide. »
Filant cette métaphore, Ricardou, après avoir fait remarquer que l'île de Tsalal, dont les entrailles ont des formes hiéroglyphiques, est « le lieu même des écritures », affirme que les voyageurs blancs sont les « substituts métaphoriques du papier », tandis que les habitants noirs de Tsalal « représentent les instruments de l'écriture. » Le meurtre des marins de la Jane-Guy devrait donc être interprété comme constituant la mise en place « de nouvelles scripturales sinuosités » : en faisant s'effondrer la montagne noire (l'encre) sur les hommes blancs (le papier), les sauvages transforment la configuration physique de l'île, et traceraient à leur insu de nouveaux signes, dont le texte est donné en conclusion du roman : J'ai gravé cela dans la montagne, et ma vengeance est écrite dans la poussière du rocher, formule qui n'est qu'une « dramatisation de l'antagonisme encre-feuille » et dont la signification réelle serait : « j'ai écrit cela sur la page, et l'encre a enseveli le papier. »
Dans cette perspective, la dérive finale de Pym et Peters vers la blancheur polaire doit être vue comme un voyage au bout de la page, « l'ultime mise en place du « vide papier que la blancheur défend ». » En ce sens, non seulement le récit n'est pas inachevé, comme l'avait bien vu Marie Bonaparte, mais on peut aller jusqu'à affirmer que « nul texte mieux que les Aventures d'Arthur Gordon Pym n'est achevé, puisque sa fiction désigne la fin de tout texte. » De même, nul autre texte, dont l'exégèse révèle que son sens profond ne renvoie qu'à lui-même et à sa configuration physique, ne mérite davantage de se voir appliquer cette formule fameuse de Mallarmé par laquelle Jean Ricardou conclut son étude et du même coup ses Problèmes du nouveau roman : « Le langage se réfléchissant. »

### Interprétations universitaires
Les exégèses précédemment décrites ont été abondamment commentées, et diversement appréciées, par les spécialistes de l'œuvre de Poe. En sa qualité d'étude fondatrice, l'œuvre de Marie Bonaparte, « unique en ce qu'il est moins aisé de réfuter l'ensemble du volume que les détails qui le composent » reste un passage obligé de toute exégèse de l'œuvre, même s'il lui est reproché une volonté outrancière à vouloir trouver dans chaque épisode du roman la confirmation du diagnostic établi sur le cas d'Edgar Poe. La critique la plus grave qui a été faite à l'encontre de cette étude l'a été par Claude Richard, qui a remis en question le fondement même de l'analyse à partir d'une critique des sources qui ont servi à l'établir.

En effet, note Claude Richard, Marie Bonaparte « fonde son étude presque exclusivement sur l'ouvrage de Hervey Allen, Israfel : The Life and Times of Edgar Allan Poe, paru en 1926. » Or, observe Richard, cette biographie, à l'origine conçue comme un roman, fait la part belle au « document sensationnel » et aux anecdotes douteuses. À partir de cette « biographie romancée », la disciple de Freud choisirait délibérément de ne conserver que les éléments qui peuvent servir à sa thèse, accueillant « toutes les rumeurs scandaleuses » et écartant les témoignages contraires, quand bien même ils sont plus dignes de foi. C'est ainsi que, selon Claude Richard, « toute l'introduction biographique [de l'étude de Marie Bonaparte] révèle cette manipulation de faits déjà déformés », à partir de laquelle est établi un diagnostic dont l'exégèse des œuvres de Poe est censée démontrer la pertinence, exégèse qui trouve à son tour sa justification dans l'étude biographique qu'elle devait justifier, dans un processus de démonstration qui tourne en rond sur lui-même. Le sophisme méthodologique une fois percé à jour, l'interprétation psychanalytique développée par Marie Bonaparte révèlerait tout son caractère arbitraire :

« À ce prix-là tous les souterrains des romans gothiques figurent la mère de leurs auteurs, tous les voyages sur mer sont des explorations du corps maternel, toutes les métaphysiques des sublimations subjectives. »

Si les commentaires de Gaston Bachelard n'ont pas donné lieu aux mêmes analyses critiques, ceux de Jean Ricardou ont en revanche suscité des réactions assez vives. Si Claude Richard voit dans l'analyse développée dans « Le caractère singulier de cette eau » un « pénétrant commentaire » du texte de Poe, Roger Asselineau en revanche exécute en quelques phrases la « pauvreté affligeante » des conclusions de Ricardou, développées selon lui dans un « style très prétentieux, bourré d'inversions comme en faisaient les poètes il y a deux siècles. »

Plus mesuré dans le ton, Patrick Quinn, après avoir non sans humour fait remarquer que la prose de Jean Ricardou n'est pas exempte de cette opacité qu'elle prête au texte littéraire en général, et noté le caractère stimulant de cette « lecture créatrice » (creative reading), constate que la démarche de Jean Ricardou possède elle aussi ce caractère de « bluff exégétique » que celui auquel il était reproché à Marie Bonaparte de se livrer : sélectionner les éléments du texte qui serviront à étayer sa thèse et en exclure d'autres. Thèse qui, selon Quinn, aurait préexisté à l'analyse, cette dernière ne servant que de faire-valoir pour défendre une idéologie de la littérature alors très à la mode, idéologie selon laquelle toute œuvre littéraire ne référait qu'à elle-même et à sa propre création.
Les spécialistes de l'œuvre de Poe ont par ailleurs à leur tour proposé leurs interprétations du mystérieux final de ce récit. Ces critiques universitaires se sont principalement attachées à contextualiser le roman, le mettant en relation avec les convictions politiques et métaphysiques d'Edgar Poe.

#### La damnation du peuple noir

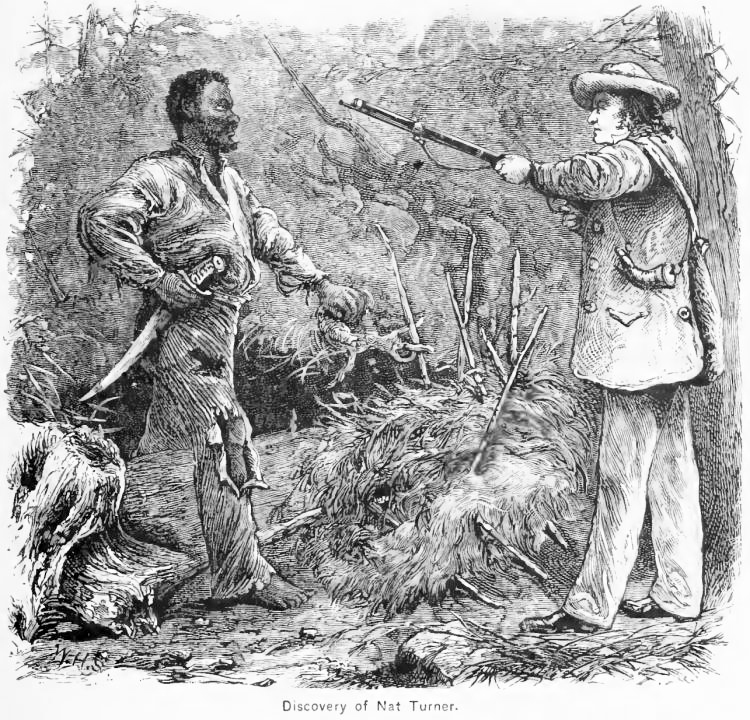
La confrontation du « blanc » et du « noir » : la capture de Nat Turner.

La dernière partie du roman est en partie fondée sur une dichotomie chromatique radicale : à la noirceur de Tsalal et de ses habitants s'oppose la blancheur finale dans laquelle Pym et Peters se fondent. On a vu comment Marie Bonaparte et, dans une tout autre perspective, Jean Ricardou, avaient expliqué cette opposition. La critique littéraire américaine s'est également penchée sur cette question de l'opposition du noir et du blanc, expliquée à la lumière des convictions politiques d'Edgar Poe. Cette interprétation a été proposée en 1958 par Harry Levine dans The Power of blackness avant d'être reprise et développée par Sidney Kaplan dans une introduction de 1960 à The narrative of Arthur Gordon Pym.
Levine, après avoir rappelé que le voyage de Pym est une constante dérive vers le sud, fait observer que la direction imprimée à son trajet prend un sens très particulier quand on la met en relation avec les convictions « sudistes » d'Edgar Poe. D'ailleurs la première image qui vient à l'esprit de Pym lorsqu'il découvre l'île de Tsalal n'est-elle pas une réminiscence du sud agricole des États-Unis ? Et les réactions de ses habitants noirs, qui pour marquer leur étonnement et leur plaisir « claqu[ent] des mains, se frapp[ent] les cuisses et la poitrine et pouss[ent] des éclats de rire étourdissants » ne rappellent-elles pas les comportements outranciers et comiquement grotesques des « nègres » des minstrels shows ? Ce n'est d'ailleurs ni la première ni la dernière fois que Poe met en scène des stéréotypes de ce genre : on en trouve aussi dans Le Scarabée d'or ou dans le Journal de Julius Rodman, sans parler des figures simiesques du Double assassinat dans la rue Morgue et de Hop Frog.
Mais ces noirs de Tsalal cachent derrière cette simplicité puérile des desseins aussi sombres que la couleur de leur peau, montrant par là leur parenté de nature avec le cuisinier noir, le plus féroce de tous les mutins du Grampus, ce « parfait démon » qui massacrait à la hache les marins restés fidèles au capitaine Barnard. Après que les habitants de Tsalal auront finalement révélé leur vraie nature, Pym affirmera qu'ils appartiennent à « la race [...] la plus positivement diabolique qui ait jamais habité la face du globe. » Selon Sidney Kaplan, ces hommes, qui vivent en bonne intelligence avec des serpents gigantesques, seraient en effet le peuple du prince des ténèbres, Tsalal figurerait l'Enfer, et son étrange eau pourpre le Styx. Le roman de Poe transposerait ainsi, derrière le stéréotype du nègre jovial et enfantin, le cauchemar du Sud esclavagiste : l'effroi devant la brutalité supposée des Noirs, évoqué sur le mode de l'allégorie biblique.
En effet, la langue des habitants de Tsalal serait en réalité de l'hébreu. C'est ainsi que, par exemple, Klock Klock signifierait « être noir », Too-Wit, « être sale », tandis que les sonorités du nom du roi des îles habitées par les noirs, le Tsalemon, évoquent plus ou moins le nom de Salomon. Il n'est pas anodin, remarque Sidney Kaplan, d'avoir fait s'exprimer des noirs comparables aux esclaves que l'on pouvait voir à l'époque en Virginie, dans la langue de la Genèse. Dans cette perspective, le cri de Tekeli-li, il devait être mis en rapport avec le Mane Tecel Phares du livre de Daniel, malédiction derrière laquelle il faudrait voir ici une autre malédiction biblique : celle qui condamne les fils de Cham à l'esclavage. Les fils de Cham qui sont les ancêtres du peuple noir selon la Bible, et dont la Genèse dit qu'ils sont allés s'installer dans les régions les plus australes de la Terre. Et c'est parce qu'il n'aurait pas trouvé cette condamnation assez explicite que Poe en aurait forgé une de son cru pour la mettre en conclusion de son livre : « J'ai gravé cela dans la montagne, et ma vengeance est écrite dans la poussière du rocher. »
Ces spéculations sur le sens à donner à cette tonalité biblique dans la dernière partie du roman sont à replacer dans le contexte politique et social au sein duquel ont été écrites les Aventures d'Arthur Gordon Pym. L'institution de l'esclavage, « la base de toutes nos institutions » (Edgar Poe), était de plus en plus contestée aux États-Unis, par des moyens aussi divers que la révolte de Nat Turner (1831), la création d'une Société Américaine contre l'Esclavage ou encore par la publication de l'ouvrage de Theodore Weld La Bible contre l'esclavage. Pour contrer ce mouvement, l'écrivain et ami de Poe James Kirke Paulding s'était attelé à la rédaction d'un plaidoyer en faveur de l'esclavage, Slavery in the United States, qui paraît en 1836. C'est le même Paulding qui, en 1836 également, conseille à Edgar Poe d'écrire un roman. Ce dernier écrit un compte-rendu enthousiaste de l'essai de Paulding, compte-rendu dans lequel il conclut sa défense de l'institution de l'esclavage par ces mots : « C'est la volonté de Dieu qu'il en soit ainsi. »
Herman Melville a écrit quelque part que les grands génies appartiennent à leur temps. Edgar Poe était-il un homme de son temps ? Non, répondait Baudelaire, pour qui l'auteur des Histoires extraordinaires était en Amérique « un cerveau singulièrement solitaire. » Oui, répondent Levine et Kaplan : l'auteur des Aventures d'Arthur Gordon Pym appartient bien au « cauchemar américain ».

#### La cléEureka
Cette tentative d'élucidation de la dernière partie du roman par les convictions politiques d'Edgar Poe n'est pas exclusive d'autres hypothèses d'interprétation, dont la principale a consisté à mettre en relation Les Aventures d'Arthur Gordon Pym avec Eureka (1848), le grand essai cosmologico-métaphysique de Poe. « Lorsque l'on met les deux œuvres bout à bout, explique Roger Asselineau, on découvre le sens qui sous-tend la première. »
Dans cet essai, que son auteur qualifie de « prose poem », Edgar Poe postule qu'à l'origine de l'univers la Divinité (godhead), qui est pur esprit, a créé une particule unique de matière, laquelle, par la volonté divine, a été divisée en atomes projetés dans toutes les directions de l'espace. Chacun de ces atomes aspirerait à retourner à l'unité originelle (cette aspiration étant manifestée par la loi de la gravitation universelle), aspiration contrecarrée par, d'une part par la « force d'expansion » originellement imprimée aux atomes pour se diffuser dans l'univers, mais qui va s'épuisant ; et d'autre part par l'électricité, considérée comme étant une force répulsive, qui empêche les différents atomes de s'agréger immédiatement les uns aux autres. « Le monde physique est donc essentiellement énergie » commente Roger Asselineau,
« 
tension permanente entre des forces centrifuges et des forces centripètes, entre la pesanteur et l'électricité, entre l'attraction qui émane du corps et la répulsion qui provient de l'âme. L'homme est au point de jonction de l'âme et du corps.  »
Arthur Pym serait pris entre ces deux forces contradictoires, entre celle qui émane de l'âme, et qui le pousse à préserver son existence et son identité individuelles, et celle qui émane du corps, qui le pousserait à se laisser aller à rejoindre l'unité originelle de la matière. Le décor dans lequel il est jeté métaphoriserait par sa noirceur les ténèbres du cosmos, tandis que la blancheur finale, « l' « omni-color », comme Poe l'a plus d'une fois appelée, qui est la synthèse, la réconciliation de toutes les couleurs [...] symbolise le retour à l'unité. » L'absence de peur éprouvée par Pym à la fin du récit signifierait que « les forces de répulsion ont cessé d'opérer. Pym s'abandonne tout entier à la force d'attraction, n'aspire plus qu'au retour à l'unité première, et toute terreur disparaît. » En effet, ce retour à l'unité n'est autre que la fusion avec la Divinité : ce que Poe aurait voulu exprimer dans son roman de 1838 ne serait autre que cette intuition qu'il parviendra dix ans plus tard à formaliser dans son essai poético-philosophique, qui constitue l'aboutissement de sa quête intellectuelle et spirituelle.
« Toutes [les] créatures sont aussi des intelligences plus ou moins conscientes ; conscientes, d'abord, de leur propre identité ; conscientes, ensuite, par faibles éclairs, de leur identité avec l'Être divin dont nous parlons, de leur identité avec Dieu. De ces deux espèces de consciences, suppose que la première s'affaiblisse graduellement, et que la seconde se fortifie [...] Imagine que le sens de l'identité individuelle se noie peu à peu dans la conscience générale, que l'Homme, par exemple, cessant, par gradations imperceptibles, de se sentir Homme, atteigne à la longue cette triomphante et imposante époque où il reconnaîtra dans sa propre existence celle de Jéhovah. En même temps, souviens-toi que tout est Vie, que tout est la Vie, la Vie dans la Vie, la petite dans la plus grande, et toutes dans l'Esprit de Dieu. »

## La postérité littéraire: une durable fascination
Ce roman singulier n'a cessé, depuis sa parution, de fasciner les écrivains qui l'ont suivi. On dit ainsi qu'Arthur Rimbaud y a puisé une part de l'inspiration de son célèbre poème Le Bateau ivre.
L'influence des Aventures d'Arthur Gordon Pym sur Pierre Mac Orlan est moins sujette à caution, puisqu'il fait référence au « plus mystérieux des livres » dans plusieurs de ses œuvres : on citera la nouvelle intitulée « Le grand sud », qui en est directement inspirée, mais également son livre-témoignage sur la Première Guerre mondiale, Les Poissons morts (1917), ou encore le roman La Vénus internationale (1923). Dans ces deux cas, ce qu'a surtout retenu Mac Orlan, c'est la dérive finale et inexorable de Pym vers le gouffre, qu'il met en relation avec le courant de l'Histoire, qui charrie les êtres et les choses vers une catastrophe inéluctable.
Pour sa part, Jorge Luis Borges estimait que, de toutes les œuvres en prose de Poe, Les Aventures d'Arthur Gordon Pym était la plus aboutie, et il confia à la fin de sa vie que, s'il devait choisir un seul ouvrage de Poe, ce serait celui-là, dont les dernières pages sont selon lui « admirables ». Ce qui frappait surtout Borges, c'est cette « idée très étrange qui en émane : celle de concevoir, de sentir le blanc comme une couleur horrible. »
Howard Phillips Lovecraft, quant à lui, fait plusieurs clins d'œil appuyés au roman de Poe dans une nouvelle de 1931, Les Montagnes hallucinées (At the Mountains of Madness), dont l'action se situe dans l'Antarctique : notamment, le cri de terreur sur lequel se termine le récit du narrateur des Montagnes hallucinées est le fameux Tekeli-li des sauvages de l'île de Tsalal dans le récit de Pym.
Le livre est représenté dans La Reproduction interdite, tableau de René Magritte.

### Le Sphinx des glaces

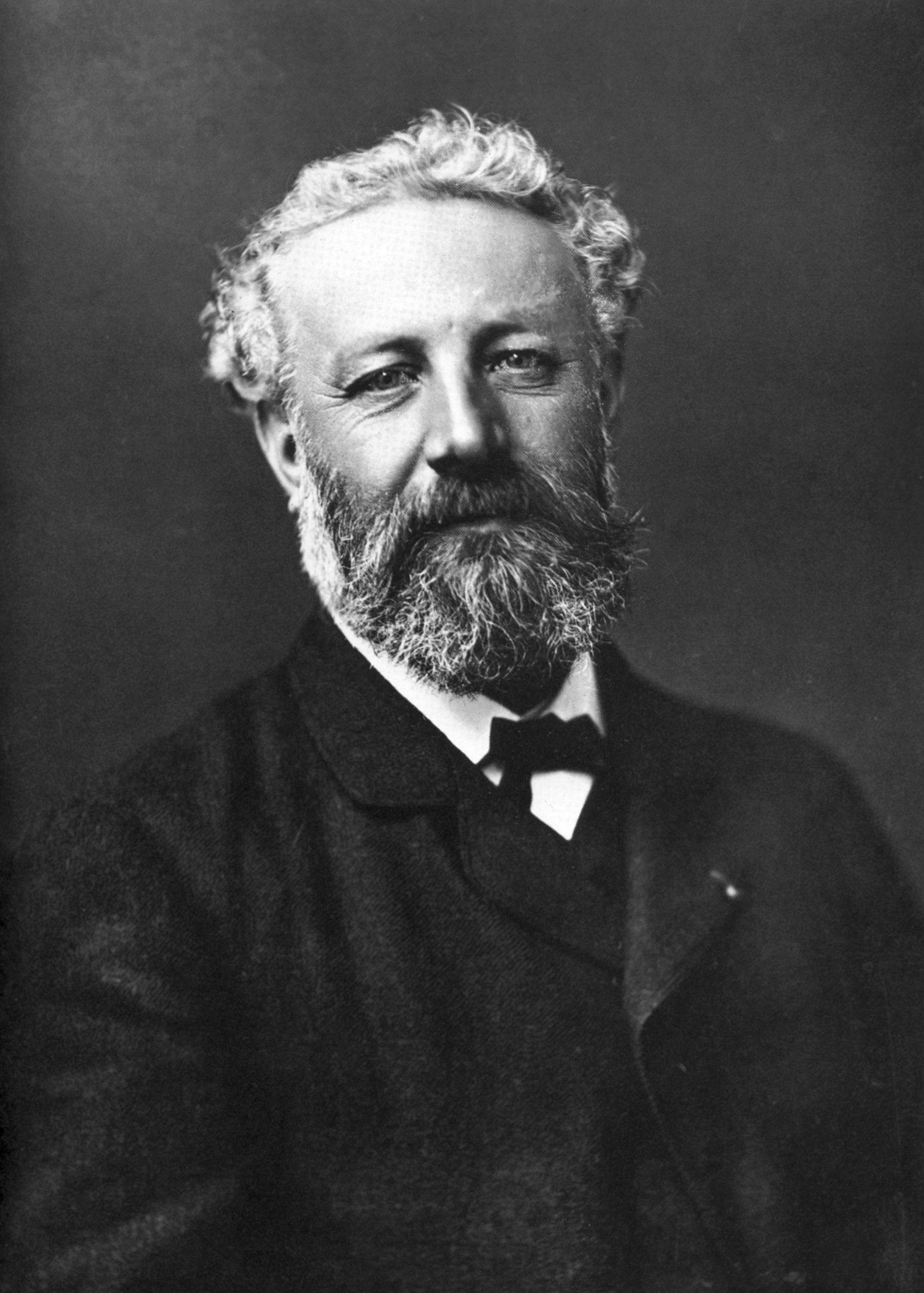
Portrait de Jules Verne par Félix Nadar.

« Qui reprendra jamais [le récit inachevé de Pym] ? se demandait Jules Verne en 1864. Un plus audacieux que moi et plus hardi à s'avancer dans le domaine des choses impossibles », concluait-il. C'est pourtant bien le même Jules Verne qui, une trentaine d'années plus tard, entreprend de lever le voile qui recouvrait depuis soixante ans la mystérieuse silhouette rencontrée par Arthur Gordon Pym.
Dans Le Sphinx des glaces (1897), dont l'action commence en 1839, soit quelques mois seulement après la publication des Aventures d'Arthur Gordon Pym, le narrateur, Jeorling, apprend avec stupeur que ce récit, qu'il avait tenu pour une œuvre d'invention, est en réalité authentique : en effet, le propre frère du capitaine de la Jane Guy lui confirme que le navire parti de Liverpool a bel et bien disparu avec son équipage onze ans plus tôt. Le capitaine Len Guy est donc, depuis tout ce temps, à la recherche de son frère, et c'est avec comme viatique le récit d'Edgar Poe que les héros de Jules Verne se lancent sur leurs traces. Ils finiront par retrouver une partie de l'équipage de la Jane Guy, qui, en compagnie de son capitaine, a miraculeusement survécu à l'attentat des sauvages de Tsalal. Ils perceront également le mystère, et du récit de Pym, et de la nature de la silhouette voilée qu'il a rencontrée. En réalité, ce n'était pas Arthur Gordon Pym qui avait raconté cette aventure à Edgar Poe, mais Dirk Peters : ce dernier était tombé à la mer alors que la pirogue poursuivait sa route inexorable vers le pôle, et des courants contraires avaient fini par le ramener vers la civilisation. Quant à la silhouette voilée gigantesque qu'avait entraperçue Peters, elle s'avère être en réalité une montagne dont la forme évoque celle d'un sphinx, et qui a l'étonnante propriété d'être une montagne-aimant. Et c'est le long de cette montagne que repose le cadavre d'Arthur Gordon Pym, que le fusil qu'il portait en bandoulière a projeté et maintenu toutes ces années contre son flanc.
Le Sphinx des glaces, « qui pousse l'anthropophagie littéraire jusqu'à résumer l'œuvre d'Edgar Poe dans son cinquième chapitre », a sévèrement été critiqué par Jean Ricardou, qui a écrit qu'il avait fallu tout un roman à Jules Verne pour montrer qu'il n'avait pas compris la signification des Aventures d'Arthur Gordon Pym. Roger Asselineau, quant à lui, regrette que l'explication donnée soit « un peu trop terre-à-terre » et il estime que l'esprit du roman est trahi. En tout état de cause, Le Sphinx des glaces apparaît comme « un roman de la déception », où à chaque étape de son voyage « Jeorling ne découvre que des terres désolées, ravagées ou stériles, là où Pym avait décrit d'étranges phénomènes et de luxuriantes végétations ». Qui plus est, là où le roman de Poe multipliait les énigmes, celui de Jules Verne multiplie les explications rationnelles.
Pascal-Emmanuel Gallet, commentant la série de démystifications du récit de Poe à laquelle se livre Jules Verne, conclut toutefois que la convergence des textes est plus importante que leurs divergences :
« Les Aventures et Le Sphinx, romans jumeaux affrontés d'un bout à l'autre du XIXe siècle, représentent la face double et indissociable du romantisme ; après le romantisme du rêve et du dépassement métaphysique, le romantisme du système et de la conquête. Tous deux s'achèvent et se rassemblent dans ce rêve de fusion mystique que promettait le mythe initial du paysage blanc. »

### Moby Dick(?)

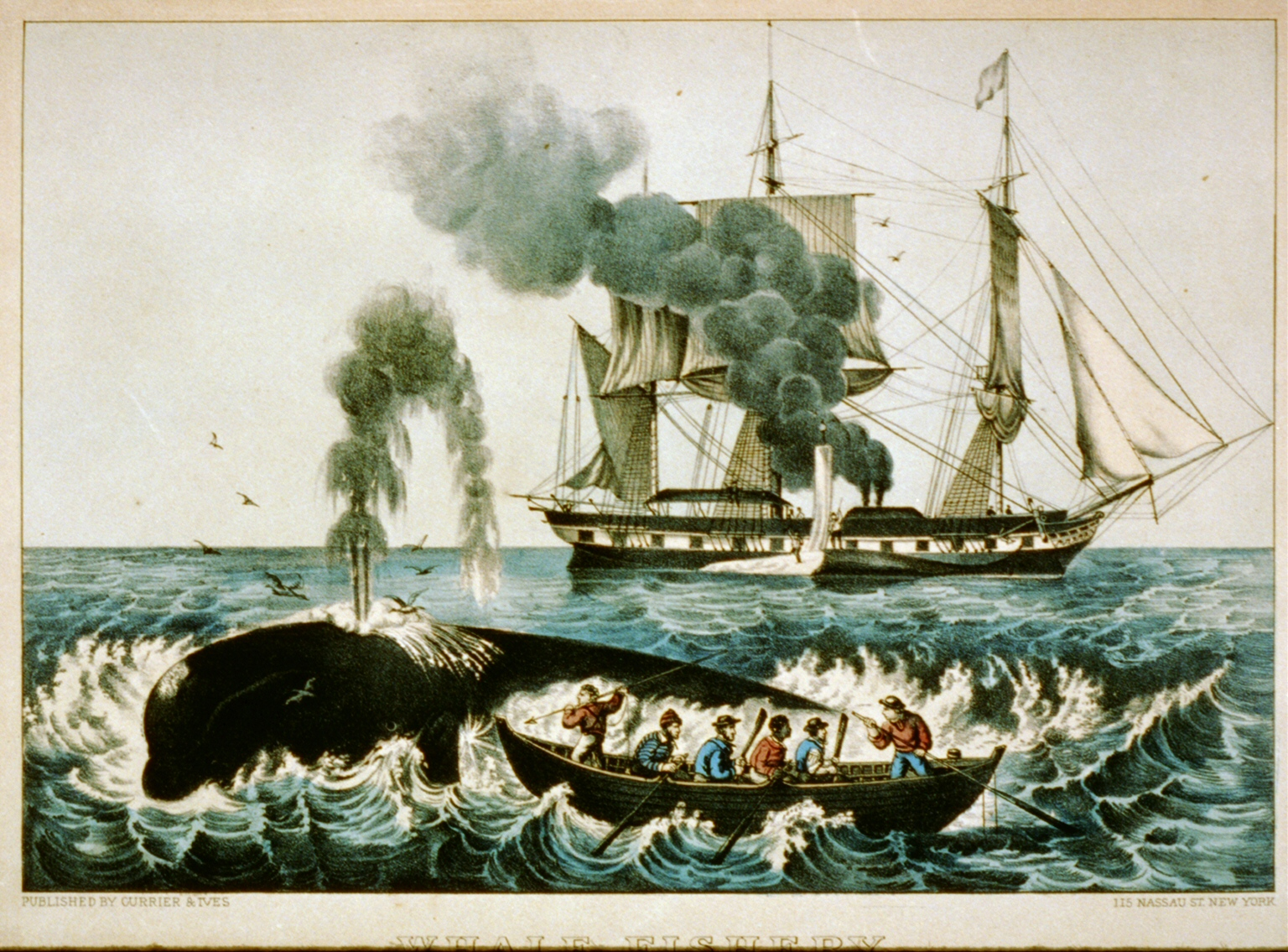
Scène de chasse à la baleine.

Il n'existe aucune certitude quant au fait que Les Aventures d'Arthur Gordon Pym aurait constitué l'une des sources d'inspiration d'Herman Melville pour écrire Moby Dick (1851). On ne dispose même d'aucune preuve qu'il ait lu le roman de Poe. Néanmoins, un certain nombre d'éléments ont amené la critique universitaire à voir un lien de parenté entre les deux œuvres.
C'est ainsi que l'on a pu mettre en avant la proximité des incipit de ces deux romans, ou la vision « du blanc fantôme immense, qui ressemblait à une colline dans l'espace » qu'imagine Ishmaël au début de Moby Dick, et qui semble faire écho à la vision finale d'Arthur Pym. Ishmaël qui, comme Arthur Pym, semble être poussé à s'embarquer par le démon de la perversité : là où le désir de Pym est excité par la perspective « de naufrage et de famine ; de mort ou de captivité parmi des tribus barbares [...] dans un océan inaccessible ou inconnu », l'esprit d'Ishmaël est tourmenté par « une terrible démangeaison de lointains et de choses lointaines. [Il] adore naviguer sur les mers interdites et accoster les rivages barbares. » Tous deux embarquent depuis Nantucket, et auront pour complice, le premier un métis à l'aspect féroce, le second un cannibale repenti dont l'apparence suscite au premier abord la terreur de son compagnon.
Plus fondamentalement, les éléments de convergence mis en avant concernent, d'une part l'architecture des deux romans, d'autre part la quête de ses protagonistes. Melville a ainsi intégré dans Moby Dick, comme l'avait fait Poe dans Arthur Gordon Pym, de nombreuses digressions encyclopédiques, à propos notamment des baleines et des conditions d'existence de ses chasseurs. Mais, à la différence de l'effet qu'elle produit dans le roman de Poe, cette masse de détails matériels ne donne pas dans Moby Dick l'impression d'avoir été artificiellement plaquée sur le récit : est-ce que Melville, en même temps qu'il aurait appris chez Poe cette technique de construction littéraire, aurait été instruit par l'inaboutissement de son application dans l'œuvre de son devancier ?
Un thème fondamental des Aventures d'Arthur Gordon Pym semble absent de Moby Dick : celui de la révolte contre l'autorité. Ou plutôt, « le motif de la révolte et de la défaite de l'autorité [...] n'est pas présent sous la même forme dans Moby Dick. » Il n'y a pas de révolte contre Achab, le capitaine du Péquod, comme il y en a eu contre le capitaine Barnard du Grampus. Les hommes du capitaine à la jambe d'ivoire sont trop soumis à son charisme autoritaire pour songer à se rebeller contre lui. Mais lui-même n'est-il pas le rebelle par excellence ? Ne porte-t-il pas la révolte jusque dans son nom même : Achab ? Qui plus est, le capitaine du Pequod est celui pour qui l'apparence des choses n'est que le masque d'une réalité toute différente : « il est profondément convaincu que les choses ne sont pas ce qu'elles paraissent, que la Baleine Blanche en particulier est non pas la brute aveugle et muette que Starbuck croit, mais l'agent conscient de quelque force impénétrable qu'il faut affronter et démasquer. » Par quoi il rejoint l'une des thématiques profondes du roman de Poe : la duplicité du réel.
Enfin il y a, commun aux deux romans, le motif du blanc : « le terme ultime [de la quête] est la blancheur », dans un cas comme dans l'autre : au paysage uniformément blanc des dernières pages de Gordon Pym correspond le chapitre XLII de Moby Dick, dans lequel, comme l'avait fait Poe antérieurement, « Melville parle du blanc comme d'une chose terrible. » Supposer que Melville ait ignoré les pages écrites par Edgar Poe à ce sujet est impossible, conclut Borges.
C'est pour toutes ces raisons que Patrick Quinn conclut que « si Melville n'a pas accordé une réflexion longue et sérieuse à la tendance essentielle de Arthur Gordon Pym, alors les ressemblances qui existent entre ce livre et Moby Dick doivent alors apparaître comme l'un des accidents les plus extraordinaires de la littérature. »

### Les Montagnes Hallucinées
Le court roman d'Howard Philips Lovecraft, Les Montagnes hallucinées, fait également référence aux Aventures d'Arthur Gordon Pym. Il raconte une expédition de l’Université de Miskatonic, qui tourne tragiquement mal après la découverte des ruines d'une cité extraterrestre, les Choses Très Anciennes. Le cri des Shoggoth, Tekeli-li, est tiré directement du récit de Poe.
Les Aventures d'Arthur Gordon Pym joue de plus un rôle majeur dans l'intrigue de la campagne pour le jeu de rôle L'Appel de Cthulhu, Par-delà les Montagnes Hallucinées. En effet, certains individus ont réussi à mettre la main sur une édition du roman contenant les quatre derniers chapitres. Parallèlement aux textes Dyers (le roman de Lovecraft Les Montagnes hallucinées, supposé être de la plume de William Dyers), plusieurs expéditions retournent sur la glace de l'Antarctique afin de tenter de trouver la mer intérieure chaude décrite par Poe et/ou la cité des Choses Très Anciennes de Lovecraft.

### L'Aimant
En 2016, le journaliste et romancier français Richard Gaitet publie L'Aimant - roman magnétique d'aventures maritimes (éditions Intervalles), qui se présente comme une suite contemporaine des Aventures d'Arthur Gordon Pym et du Sphinx des glaces.

### Éditions desAventures d'Arthur Gordon Pymcitées dans cet article
(Toutes les traductions françaises sont de Charles Baudelaire)
- Roger Asselineau (édition), Les Aventures d'Arthur Gordon Pym / The Narrative of Arthur Gordon Pym, Paris, Aubier Montaigne, 1973.
- Gaston Bachelard (Introduction), Les Aventures d'Arthur Gordon Pym, Paris, Stock, 1944. (L'étude de Bachelard est reprise dans le recueil posthume Le Droit de rêver, PUF, Paris, 1970.)
- Harold Beaver (édition), The Narrative of Arthur Gordon Pym of Nantucket, Penguin classics, 1986.
- Jacques Cabau (édition), Aventures d'Arthur Gordon Pym, Paris, Gallimard, coll. « Folio classique », 1975.
- Y.G. Le Dantec (ed.), Edgar Poe, Œuvres en prose, Gallimard, Bibliothèque de la Pléiade, Paris, 1951.
- Sidney Kaplan (Introduction), The narrative of Arthur Gordon Pym, New York, Hill and Wang, coll. « American Century Series », 1960.
- Claude Richard (édition), Edgar Allan Poe, Contes, Essais, Poèmes, Paris, Robert Laffont, coll. « Bouquins », 1989.

### Articles et ouvrages critiques
- Marie Bonaparte, Edgar Poe, sa vie, son œuvre : étude analytique, Paris, PUF, 1958 (1re éd. 1933), 3 vol.
- Daniel Hoffman, Poe, Poe, Poe, Poe, Poe, Poe, Poe, Louisiana University Press, Baton Rouge, 1972.
- Eveline Pinto, Edgar Poe et l'Art d'inventer, Klincksieck, Paris, 2003.
- Patrick Quinn (trad. Yvette Camée), « Le voyage imaginaire de Poe », Configuration critique d'Edgar Allan Poe, La Revue des lettres modernes,‎ 1969. Cet article est en réalité un chapitre d'un ouvrage publié par Patrick Quinn en 1957 : The French face of Poe, Southern Illinois University Press.
- Jean Ricardou, Problèmes du nouveau roman, Paris, Seuil, 1967.
- (en) J. V. Ridgely, « The Continuing Puzzle of Arthur Gordon Pym, Some Notes and Queries », Poe Newsletter, vol. III, no 1,‎ juin 1970 (lire en ligne, consulté en février 2007).
- Georges Walter, Enquête sur Edgar Allan Poe, poète américain, Paris, Flammarion, 1991.

### Sources internet
- (en) Patrick Quinn, Arthur Gordon Pym : "A journey through the end of the page" ?, texte du compte-rendu critique de l'analyse des Aventures d'Arthur Gordon Pym par Jean Ricardou, paru dans la Poe Newsletter, vol. I, No. 1, avril 1968. consulté en février 2007
- (en) Jean Ricardou, « The Singular Character of the Water », traduction anglaise (de Frank Towne) de l'article de Jean Ricardou sur Les Aventures d'Arthur Gordon Pym parue dans les Poe Studies, vol. VIII, no. 1, juin 1976.
- (en) Claudia Kay Silverman, The stange Dis/appearence of Arthur G. Pym (Université de Virginie, 1998), une étude du roman d'Edgar Poe consulté en février 2007
- Jules Verne, Edgard Poe et ses œuvres (1864) sur le site « Zvi Har’El’s Jules Verne Collection » (le chapitre IV est consacré aux Aventures d'Arthur Gordon Pym) consulté en février 2007

### Autres ouvrages cités
- Jorge Luis Borges, Conférences, Gallimard, Folio Essais, Paris, 1985.
- Jorge Luis Borges, Ultimes dialogues avec Osvaldo Ferrari, Paris, Agora, coll. « Presse-Pocket », 1988.
- Howard Phillips Lovecraft, Les Montagnes hallucinées, J'ai Lu, Paris, 2002.
- Pierre Mac Orlan, Les Poisson morts, in Œuvres complètes (éd. Gilbert Sigaux), Le Cercle du Bibliophile, Genève, 1970.
- Pierre Mac Orlan, La Vénus internationale, Gallimard, Paris, 1926.
- Herman Melville, Moby Dick, Phébus, Paris, 2005 (trad. Armel Guerne)
- Edgar Allan Poe, Histoires extraordinaires, Librairie Joseph Gibert, Chefs-d'œuvre littéraires, Paris, s.d. (trad. Charles Baudelaire)
- Jules Verne, Le Sphinx des glaces, Le Livre de poche, Hachette, Paris, 1970.
- Charles et Janyce Egan, Par-delà les Montagnes Hallucinées (campagne pour l'Appel de Cthulhu), Chaosium.